# Provincia di Grosseto
La provincia di Grosseto è una provincia italiana della Toscana situata in Maremma, regione geografica che si estende oltre i confini provinciali.
La provincia occupa interamente l'estremità meridionale della Toscana e, per estensione territoriale con i suoi 4 503,12 km², risulta essere la più vasta della regione e la sedicesima in assoluto in Italia; con 215 305 abitanti, è una delle province italiane con la più bassa densità abitativa.
Confina a nord-ovest con la provincia di Livorno, lungo la fascia costiera, e con la provincia di Pisa, nell'area delle Colline Metallifere sud-occidentali; a nord e ad est il territorio è diviso dalla provincia di Siena prima dalle Colline Metallifere sud-orientali, poi da un tratto del fiume Ombrone e dalla parte terminale del suo affluente, il fiume Orcia, ed infine dal cono vulcanico del Monte Amiata; a sud il confine con la provincia di Viterbo (Lazio) è segnato lungo la fascia costiera dall'ultimo tratto del torrente Chiarone, mentre nelle zone interne il limite tra le due province risulta meno definibile.
Bagnata ad ovest dal mar Tirreno, include anche le isole meridionali dell'Arcipelago Toscano: l'Isola del Giglio, quella di Giannutri e isolotti minori non abitati, tra cui le Formiche di Grosseto e la Formica di Burano. La provincia di Grosseto amministra, attualmente, un totale di 28 comuni, compreso il capoluogo Grosseto. Il consiglio e il Presidente hanno sede all'interno di Palazzo Aldobrandeschi, noto anche come Palazzo della Provincia.

## L'Istituzione nella storia
Il territorio della provincia di Grosseto ebbe una propria autonomia amministrativa a partire dal 1766, nel Granducato di Toscana.
Il Granduca di Toscana Pietro Leopoldo di Lorena, istituì proprio in quell'anno, la Provincia senese inferiore nell'ambito delle riforme istituzionali e amministrative del granducato; successivamente, la provincia inferiore venne denominata Compartimento Grossetano.
Il territorio del Compartimento Granducale Grossetano è stato in certi periodi più vasto rispetto a quello amministrato dall'attuale provincia.
I comuni della Val di Cornia appartenevano al Principato di Piombino, dopo l'annessione del principato al Granducato di Toscana nel 1815 furono inclusi nel compartimento granducale di Pisa, ma nel 1834 passarono per un breve periodo al compartimento granducale di Grosseto, infatti nel 1860 ritornarono alla provincia di Pisa.
I suddetti comuni erano Piombino, Campiglia Marittima (comprendente allora anche l'attuale territorio comunale di San Vincenzo), Suvereto, Sassetta e Monteverdi Marittimo: i primi quattro nel 1925 passarono come molti altri comuni appartenenti alla provincia di Pisa, alla provincia di Livorno, mentre il quinto è rimasto sempre in provincia di Pisa.
Nel 1970 una piccola porzione del territorio comunale di Piombino (LI) individuata come la zona di Prato Ranieri, passò a quello di Follonica, entrando così a far parte della provincia di Grosseto.
Per quanto riguarda la sede del capoluogo provinciale, va segnalato che, pur essendo sempre stata la città di Grosseto, a causa dell'elevato rischio di malaria, fu emanato dai Lorena nel 1780 il Regolamento per l'Estatatura, che prevedeva durante l'estate il trasferimento di tutti gli uffici pubblici e amministrativi da Grosseto a Scansano: il provvedimento legislativo fu abolito soltanto nel 1897.

## Geografia e territori

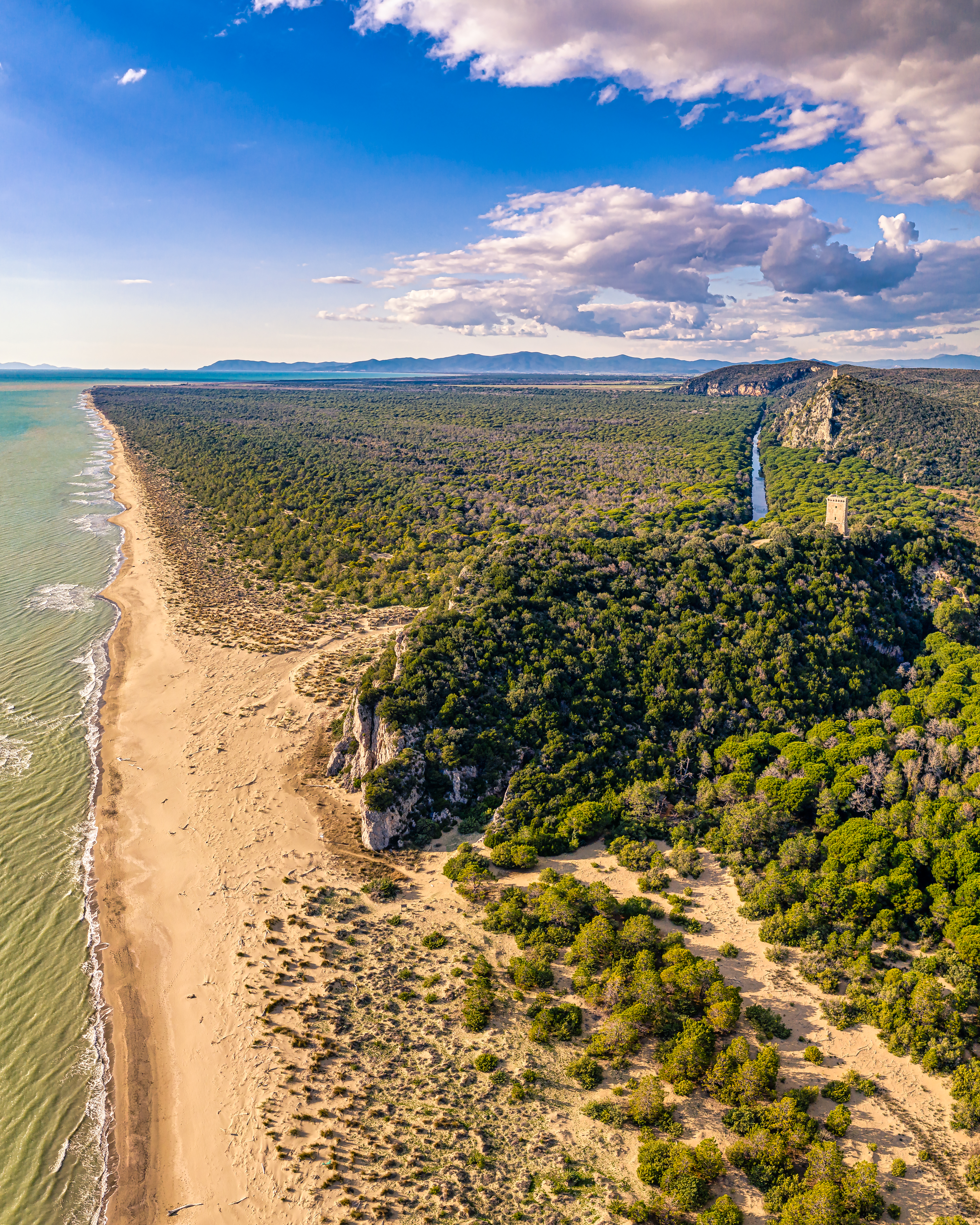
Monti dell'Uccellina

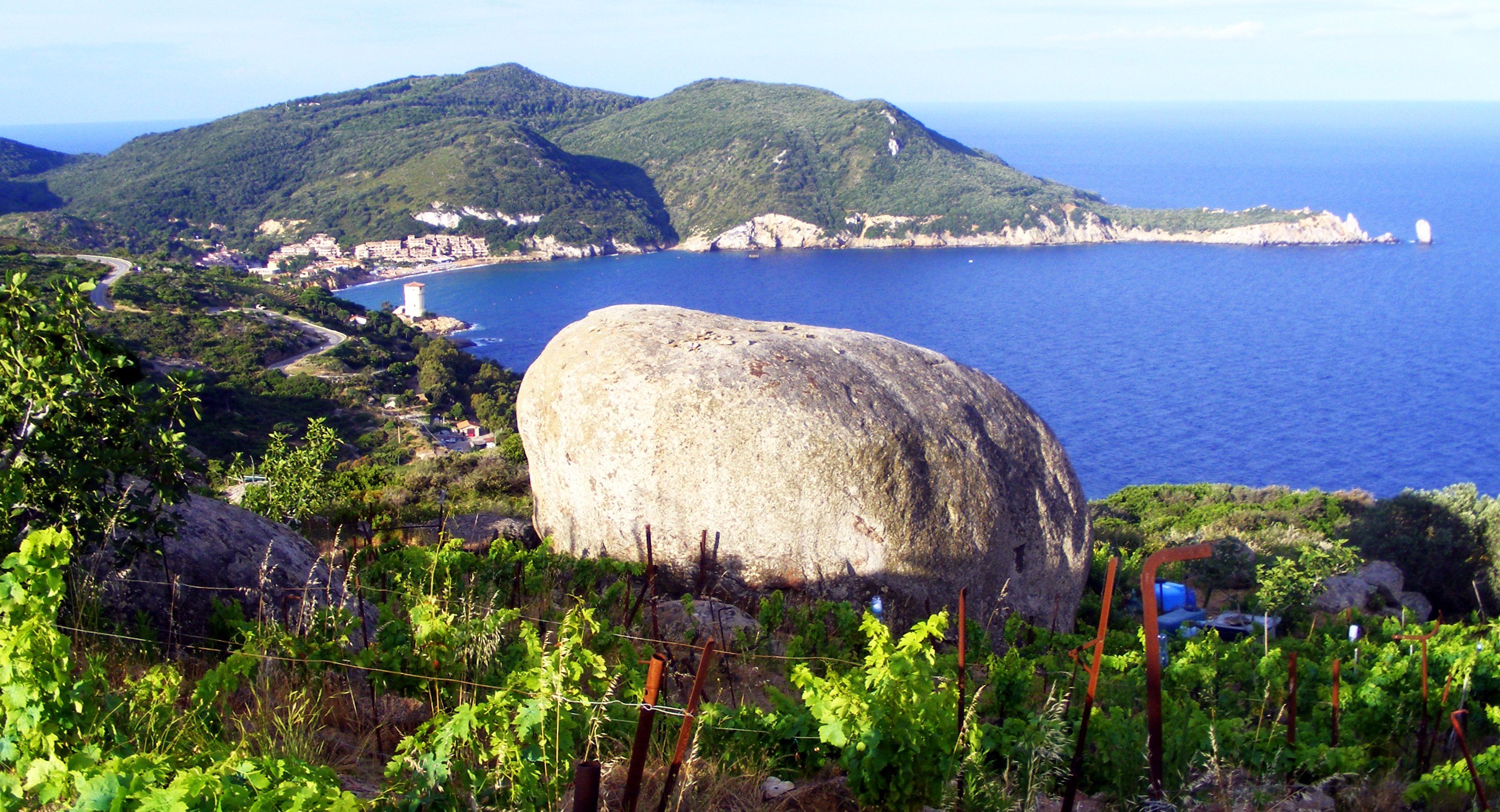
Veduta dell'Isola del Giglio

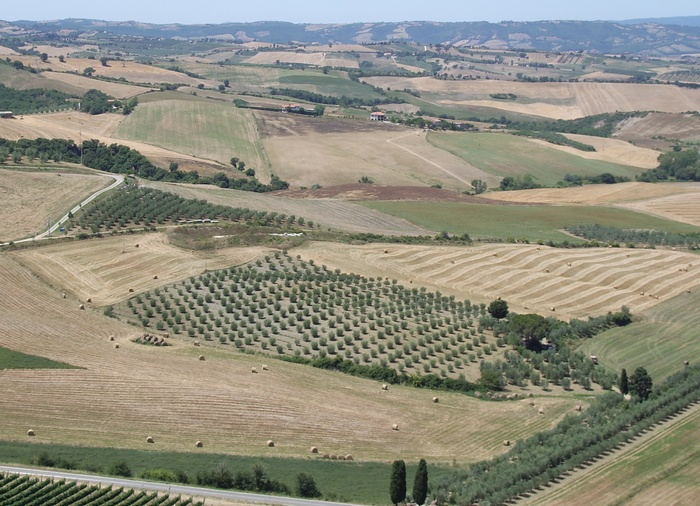
Valle dell'Ombrone

La provincia di Grosseto, che si estende su oltre 4.500 km², presenta una notevole varietà di caratteristiche che si diversificano da zona a zona, ognuna delle quali costituisce uno dei territori in cui è suddivisa la provincia.
Il territorio risulta essere prevalentemente collinare nelle aree interne, fatta eccezione per isolati rilievi montuosi nella zona delle Colline Metallifere nella parte settentrionale e per il cono vulcanico del Monte Amiata nella parte orientale della provincia.
In prossimità della fascia costiera si estende la pianura maremmana, interrotta sporadicamente da isolati promontori, che tende anche ad inoltrarsi nel retroterra, seguendo le basse vallate dei principali corsi d'acqua. La fascia costiera è caratterizzata anche da alcune aree umide, quali lagune e ambienti palustri.
I corsi d'acqua minori hanno regime prevalentemente torrentizio, mentre i canali di bonifica presentano andamenti poco definibili; più regolare risulta essere invece la portata dei fiumi principali. Da segnalare, infine, anche alcuni laghi di piccole dimensioni che si diversificano dai bacini lacustri costieri.
Tra le isole, quella del Giglio risulta essere quasi completamente collinare, sfiorando la quota di 500 metri nel punto più elevato, mentre Giannutri e tutti gli isolotti minori hanno superfici completamente rocciose, nonostante le loro quote massime siano di poco superiori al livello del mare (88 metri il punto più alto dell'Isola di Giannutri).
| Pianure                                                                                      | Colline | Montagne |
| - Maremma Grossetana - Piana del fiume Pecora - Valle dell'Ombrone - Piana del fiume Albegna | - Colline Metallifere grossetane - Colline della Valle dell'Ombrone - Colline dell'Albegna e del Fiora - Area del Tufo - Monti Volsini | - Monte Amiata (1.738 m) - Poggio Trauzzolo (1.200 m) - Monte Labbro (1.193 m) - Monte Buceto (1.152 m) - Monte Civitella (1.107 m) - Monte Aquilaia (1.104 m) - Monti delle Colline Metallifere - Cornate di Gerfalco (1.060 m) - Poggio di Montieri (1.051 m) - Poggio Ritrovoli (1.014 m) |

| Promontori | Lagune, aree umide costiere                              | Isole |
| - Bandite di Scarlino (213 m) - Promontorio di Punta Ala e delle Rocchette (350 m) - Monti dell'Uccellina (417 m) - Monte Argentario (635 m) - Promontorio di Ansedonia (113 m) | - Laguna di Orbetello - Diaccia Botrona - Lago di Burano | - Isola del Giglio - Isola di Giannutri - Formiche di Grosseto - Formica di Burano - Isolotto dello Sparviero (Punta Ala) - Isola Rossa (Monte Argentario) - Isola Argentarola (Monte Argentario) - Isolotto (Monte Argentario) |

| Fiumi                                                                           | Laghi                                                    | Territori |
| - Ombrone - Fiora - Albegna - Pecora - Bruna - Merse - Lente - Farma - Chiarone | - Lago dell'Accesa - Lago di San Floriano - Lago Acquato | - Arcipelago Toscano (isole meridionali) - Maremma - Maremma Grossetana - Bandite di Scarlino - Valle dell'Ombrone - Monti dell'Uccellina - Costa d'Argento - Colline Metallifere - Colline Metallifere grossetane - Bandite di Scarlino - Colline dell'Albegna e del Fiora - Area del Tufo - Monte Amiata |

### Clima
La provincia di Grosseto gode di un clima mediterraneo, soprattutto lungo la fascia costiera e sulle isole dell'Arcipelago.
Le temperature medie di gennaio variano tra i 3 °C dell'area sommitale dell'Amiata e i 9-10 °C della costa e delle isole; in luglio le differenze dei valori medi risultano minori con 21 °C sulla vetta del Monte Amiata e 24 °C lungo la fascia costiera e nelle pianure interne, dove però a causa delle caratteristiche più continentali del clima è molto elevata l'escursione termica diurna.
Le precipitazioni, concentrate soprattutto nei mesi autunnali e nel periodo di transizione tra inverno e primavera, si aggirano mediamente attorno ai 500 mm annui (con valori localmente anche inferiori) sulle isole e nella zona dei Monti dell'Uccellina e dell'Argentario; lungo la restante fascia costiera e nelle pianure corrispondenti i valori sono inferiori ai 600 mm annui, mentre man mano che si procede verso l'interno i valori tendono ad aumentare fino a toccare e superare i 1000 mm annui nella zona del Monte Amiata e sui rilievi più elevati delle Colline Metallifere. Lungo la fascia costiera e nella relativa area pianeggiante sono molto frequenti prolungati episodi siccitosi che nel tempo stanno causando una vera e propria condizione di aridità. Tra questi, è da annoverare l'annata del 2003 quando, in alcune zone della fascia costiera, si sono registrati meno di 40 giorni con precipitazioni di almeno 1 mm. Lo stesso anno, nell'area dei Monti dell'Uccellina e del Parco naturale della Maremma, si è verificata una sequenza di ben 125 giorni consecutivi senza pioggia dal 22 aprile al 25 agosto, quando si è avuto il passaggio nelle ore serali di un fronte temporalesco atlantico che ha interrotto il lunghissimo periodo siccitoso. L'area prossima alla fascia costiera è da annoverare tra le zone italiane a rischio desertificazione.
L'eliofania (durata del soleggiamento), grazie alle caratteristiche orografiche e microclimatiche, raggiunge sulle isole e lungo tutta la fascia costiera valori prossimi ai massimi assoluti dell'intero territorio nazionale italiano, presentando mediamente valori minimi nel mese di dicembre di circa 4 ore giornaliere e valori massimi nei mesi di giugno e luglio con oltre 11 ore giornaliere: il valore medio annuo supera le 7 ore al giorno.
Nelle tabelle sottostante sono riportati i valori medi delle stazioni meteorologiche di Grosseto Aeroporto e di Monte Argentario del servizio meteorologico dell'Aeronautica Militare, rilevati nel trentennio (1961-1990): nel caso del Monte Argentario, i valori delle temperature registrati dalla stazione meteo ufficiale situata sulla vetta risultano notevolmente inferiori a quelli che si verificano nei centri abitati al livello del mare.
| Grosseto Aeroporto  | Mesi | Mesi | Mesi | Mesi | Mesi | Mesi | Mesi | Mesi | Mesi | Mesi | Mesi | Mesi | Stagioni | Stagioni | Stagioni | Stagioni | Anno  |
| Grosseto Aeroporto  | Gen  | Feb  | Mar  | Apr  | Mag  | Giu  | Lug  | Ago  | Set  | Ott  | Nov  | Dic  | Inv      | Pri      | Est      | Aut      | Anno  |
| ------------------- | ---- | ---- | ---- | ---- | ---- | ---- | ---- | ---- | ---- | ---- | ---- | ---- | -------- | -------- | -------- | -------- | ----- |
| T. max. media (°C)  | 11,9 | 13,0 | 15,1 | 17,9 | 22,2 | 26,4 | 29,9 | 29,8 | 26,5 | 21,7 | 16,2 | 12,6 | 12,5     | 18,4     | 28,7     | 21,5     | 20,3  |
| T. min. media (°C)  | 2,7  | 3,3  | 4,6  | 6,8  | 10,2 | 13,9 | 16,7 | 17,1 | 14,7 | 11,2 | 6,8  | 3,7  | 3,2      | 7,2      | 15,9     | 10,9     | 9,3   |
| Precipitazioni (mm) | 64,1 | 56,7 | 56,2 | 49,6 | 39,9 | 27,1 | 20,2 | 37,4 | 64,5 | 86,8 | 93,8 | 64,9 | 185,7    | 145,7    | 84,7     | 245,1    | 661,2 |
| Giorni di pioggia   | 7    | 6    | 7    | 7    | 5    | 3    | 2    | 3    | 4    | 6    | 9    | 7    | 20       | 19       | 8        | 19       | 66    |

| Monte Argentario    | Mesi | Mesi | Mesi | Mesi | Mesi | Mesi | Mesi | Mesi | Mesi | Mesi | Mesi | Mesi | Stagioni | Stagioni | Stagioni | Stagioni | Anno  |
| Monte Argentario    | Gen  | Feb  | Mar  | Apr  | Mag  | Giu  | Lug  | Ago  | Set  | Ott  | Nov  | Dic  | Inv      | Pri      | Est      | Aut      | Anno  |
| ------------------- | ---- | ---- | ---- | ---- | ---- | ---- | ---- | ---- | ---- | ---- | ---- | ---- | -------- | -------- | -------- | -------- | ----- |
| T. max. media (°C)  | 7,7  | 8,2  | 10,2 | 13,1 | 17,5 | 21,4 | 25,4 | 25,2 | 21,7 | 17,1 | 11,9 | 8,8  | 8,2      | 13,6     | 24,0     | 16,9     | 15,7  |
| T. min. media (°C)  | 3,5  | 3,5  | 5,0  | 7,3  | 11,3 | 14,8 | 18,3 | 18,3 | 15,5 | 12,0 | 7,7  | 4,8  | 3,9      | 7,9      | 17,1     | 11,7     | 10,2  |
| Precipitazioni (mm) | 50,9 | 37,6 | 43,3 | 28,3 | 24,8 | 16,0 | 8,6  | 23,0 | 28,4 | 58,0 | 48,3 | 52,2 | 140,7    | 96,4     | 47,6     | 134,7    | 419,4 |
| Giorni di pioggia   | 5    | 5    | 5    | 4    | 3    | 2    | 1    | 2    | 3    | 5    | 6    | 6    | 16       | 12       | 5        | 14       | 47    |

#### Diffusività atmosferica
La diffusività atmosferica (capacità dei bassi strati dell'atmosfera di disperdere le sostanze inquinanti) è determinata da turbolenza atmosferica e intensità del vento, in interazione con le caratteristiche orografiche del territorio.
La provincia di Grosseto presenta quasi ovunque caratteristiche di medio-alta diffusività (condizioni favorevoli alla dispersione degli inquinanti), fatta eccezione per i comuni di Magliano in Toscana e Manciano, i cui territori sono sottoposti a bassa diffusività.
Nella tabella sottostante è riportata la classificazione dei comuni in base alla loro diffusività atmosferica.
| Alta diffusività | Media diffusività                                                                                                  | Bassa diffusività                |
| - Monterotondo Marittimo - Massa Marittima - Follonica - Scarlino - Castiglione della Pescaia - Gavorrano - Roccastrada - Civitella Paganico - Campagnatico - Semproniano - Castell'Azzara - Sorano - Pitigliano - Capalbio - Orbetello - Monte Argentario - Isola del Giglio | - Grosseto - Montieri - Cinigiano - Seggiano - Castel del Piano - Arcidosso - Santa Fiora - Roccalbegna - Scansano | - Magliano in Toscana - Manciano |

## Geologia

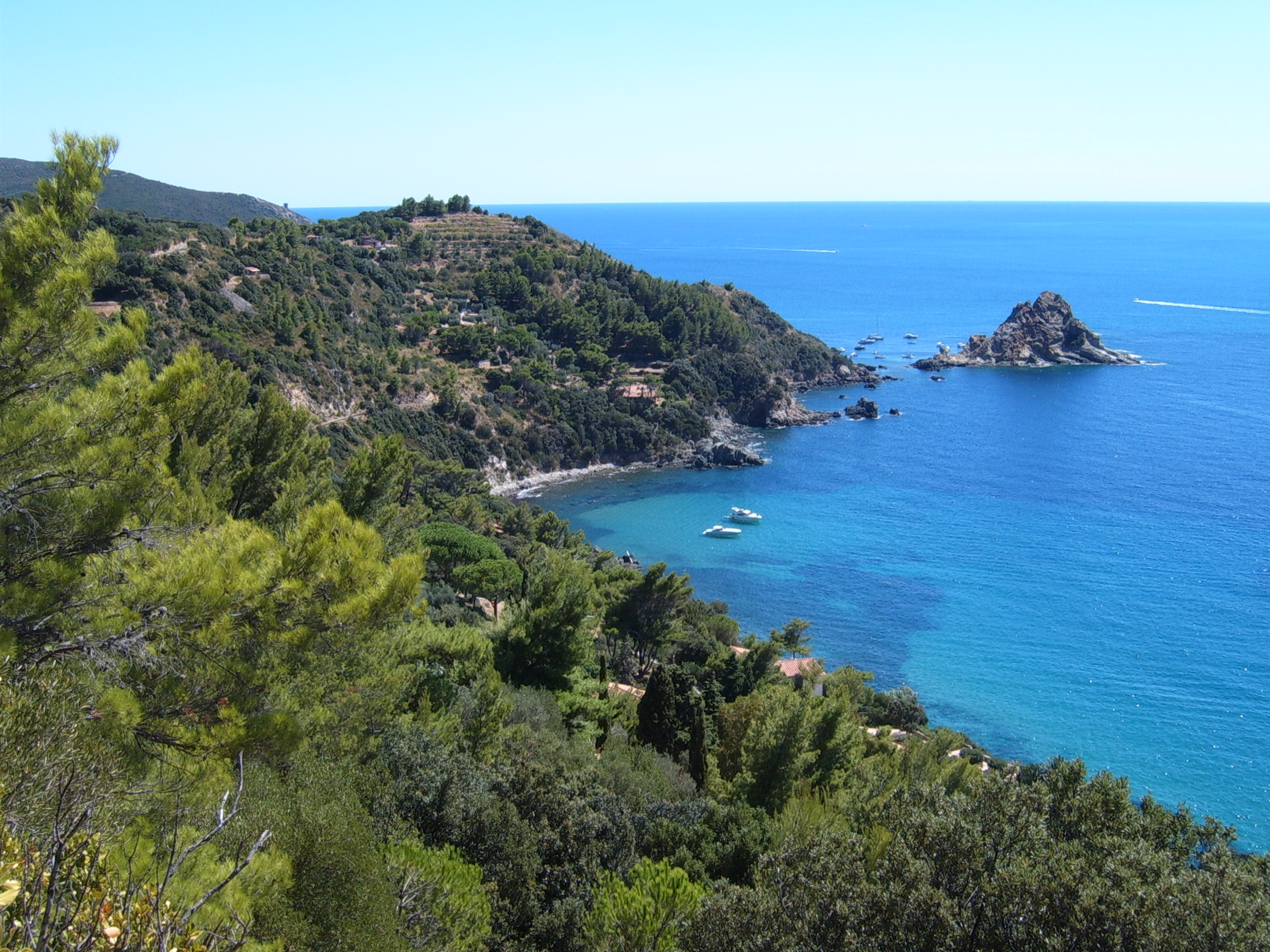
Costa dell'Argentario corrispondente al Gruppo di Cala Piatti

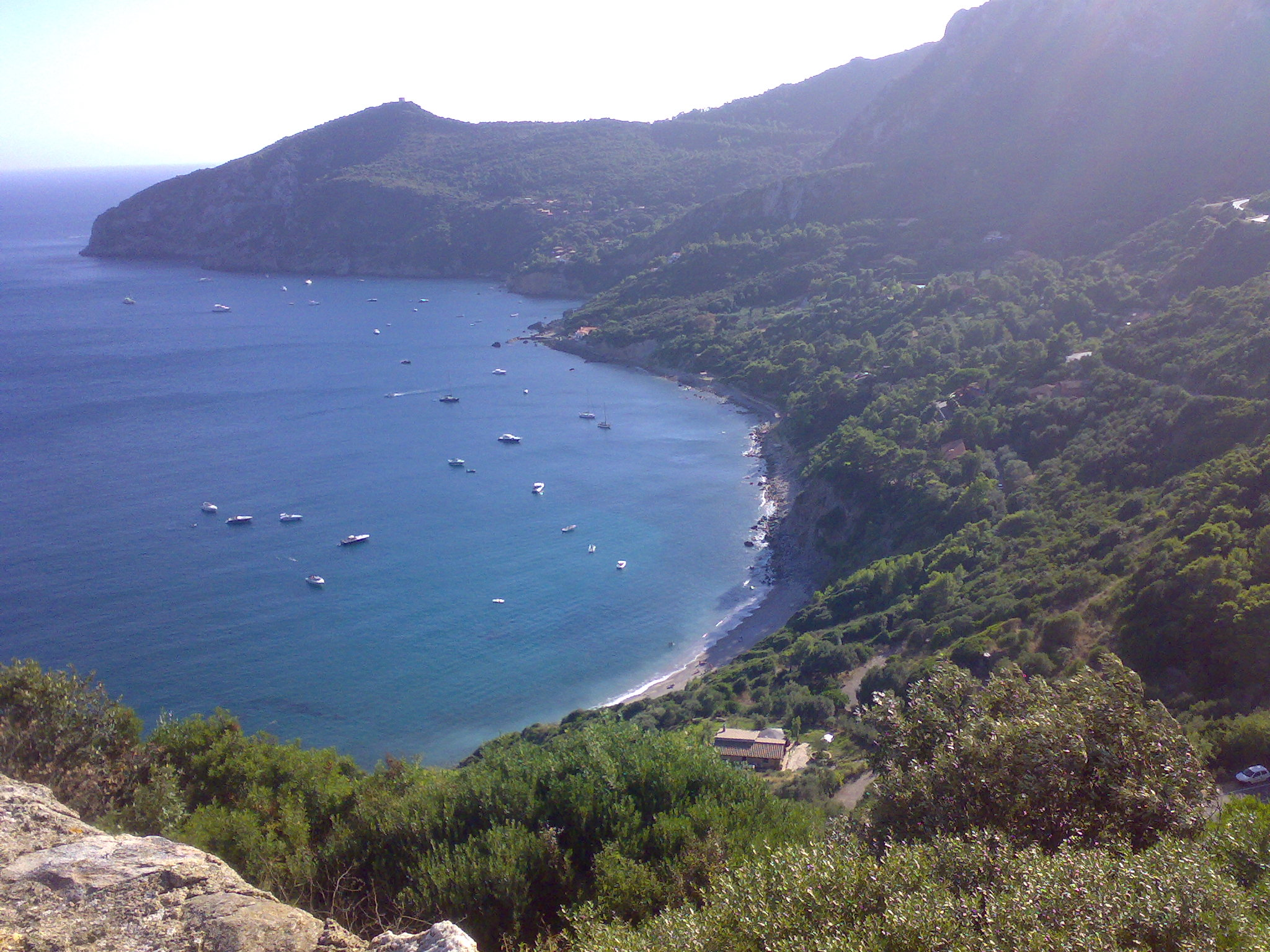
Costa dell'Argentario derivante dall'Unità di Monticiano-Roccastrada

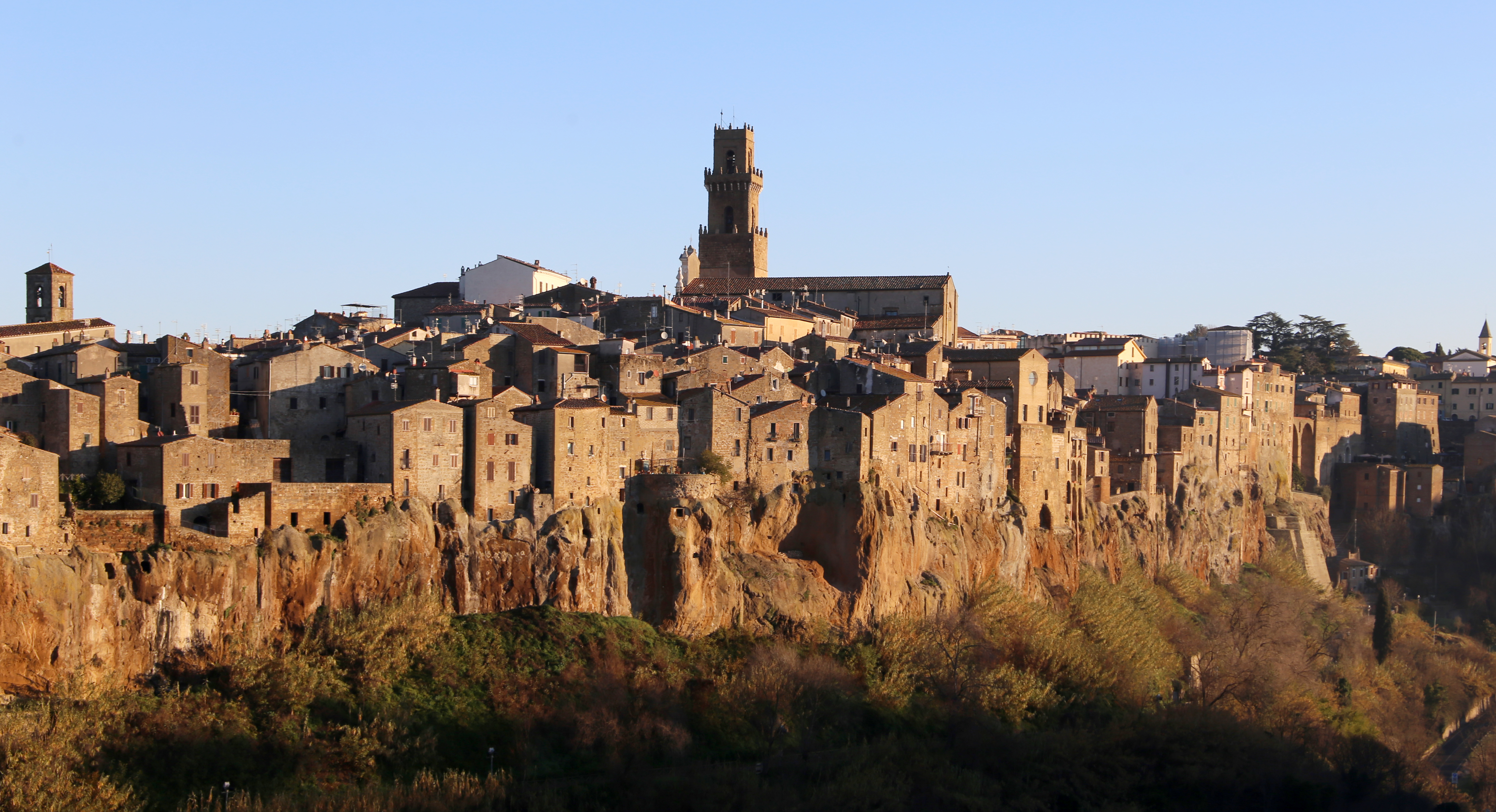
Pitigliano, nella cosiddetta Area del Tufo

La storia geologica della provincia di Grosseto è legata al corrugamento e al sollevamento della catena degli Appennini, abbracciando un lunghissimo periodo dal Paleozoico al Quaternario, attraverso la sovrapposizione di domini e zone.
Durante il Paleozoico, la traslazione di domini e zone determinò la formazione delle cosiddette unità paleozoiche.
Le unità liguri, costituite dall'unità ofiolitifera e dall'unità di Monteverdi-Lanciaia, hanno avuto origine da un bacino oceanico costituito da Ofioliti, rocce magmatiche a basso contenuto siliceo sovrastate da sedimenti.
Le unità austroalpine (Unità austroalpina interna e Unità austroalpina esterna) sono costituite da basamenti sialici, le cui coperture costituiscono la zona austroalpina interna a ovest (in continuità con quelle liguri) e la zona austroalpina esterna a est (in continuità col dominio toscano).
Le unità toscane (falda toscana e unità di Monticiano-Roccastrada) sono formate da basamenti sialici palezoici con coperture mesozoiche-terziarie, ripartite a loro volta in zona toscana interna, zona toscana intermedia e zona toscana esterna (falda toscana non metamorfica).
Nel Miocene e nel Pliocene, vi furono trasgressioni marine, con l'acqua che raggiunse aree mai sommerse precedentemente, e la conseguente formazione di bacini lacustri.
Il complesso epiligure miocenico, sviluppatosi nel periodo del Miocene medio e superiore, è costituito da sporadiche e isolate placche di arenaria che poggiano su argille e calcari.
Il complesso Neoautoctono, sviluppatosi tra il Messiniano e il Pliocene inferiore, è originato da depositi lacustri che sono andati a costituire locali affioramenti presso le depressioni neogeniche, che poggiano sulle unità liguri ed austroalpine. È all'origine della serie lignitifera, che ha contribuito allo sviluppo delle miniere di lignite e dei conglomerati con ciottoli rossi ematitici.
Il bacino lacustre Ombrone-Orcia, sviluppatosi lungo gli attuali fiumi Ombrone e Orcia tra il Miocene superiore e il Pliocene inferiore, costituisce una vasta depressione tra il Monte Amiata, la Dorsale di Montalcino, la Dorsale medio-toscana e i Monti dell'Uccellina, dove penetrò più volte l'acqua marina. È formato da un conglomerato sabbioso, da argille brune e marnose poggianti sulla Serie lignitifera, da un conglomerato arenaceo-marnoso, da argille alternate a sabbia e da calcari di acqua dolce.
Il bacino lacustre dell'Albegna, sviluppatosi lungo il corso dell'attuale fiume Albegna nella parte meridionale del territorio provinciale, è costituito da un basamento di argille marnose sovrastate da calcari e sabbie, le cui sedimentazioni sarebbero avvenute in un'unica fase durante il Pliocene inferiore.
Durante il Quaternario vi furono depositi di sabbie rosse nei dintorni di Grosseto e di travertino nei pressi di Massa Marittima e nella zona tra Montemerano e Saturnia. In questo periodo si formarono, nelle aree dei rispettivi bacini lacustri, la Valle dell'Ombrone, con il corso d'acqua principale e il sistema dei suoi affluenti, e la Valle dell'Albegna; risulta ancora incerta, invece, l'origine delle valli dei fiumi Pecora e Bruna nella parte nord-occidentale del territorio provinciale.
L'area del tufo e gran parte del territorio del Monte Amiata hanno avuto origine durante questa fase, a seguito di manifestazioni vulcaniche piroclastiche effusive, mentre una serie di intrusioni magmatiche subvulcaniche acide completava la formazione dell'Isola del Giglio e.
Le oscillazioni eustatiche hanno portato i livelli dei corsi d'acqua ai valori attuali; la storia geologica della provincia si completa con la formazione dei depositi alluvionali.

### Sismologia e vulcanologia

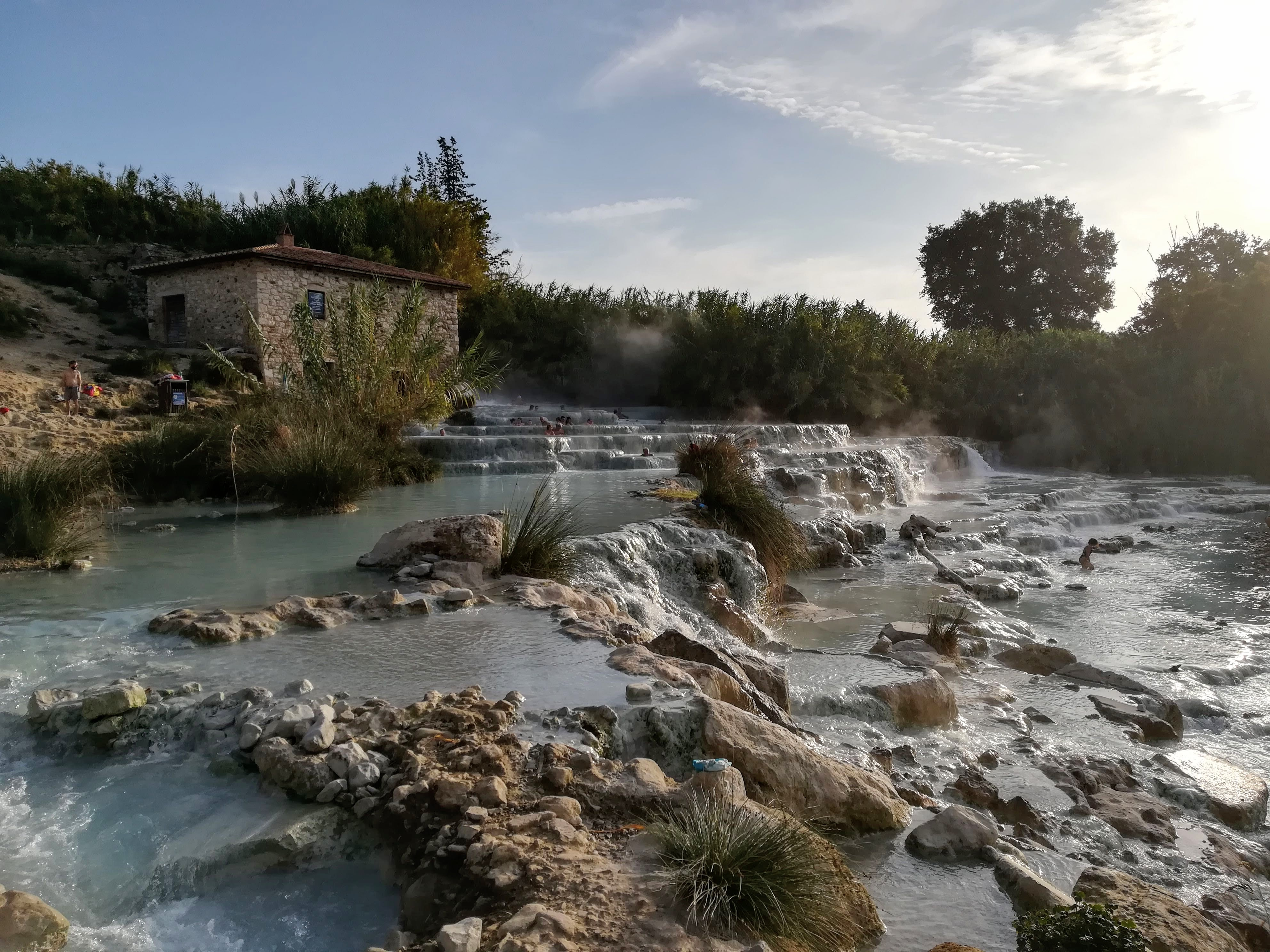
Le celebri terme di Saturnia

Dal punto di vista geofisico, il territorio della provincia di Grosseto è un'area pressoché asismica se si eccettua una lieve attività nelle zone interne che può raggiungere livelli moderati sulle Colline Metallifere, sull'Amiata (antico vulcano oramai spento) e nell'Area del Tufo. Le isole, la costa e la pianura maremmana sono caratterizzate da una sismicità irrilevante.
Fenomeni di vulcanesimo secondario si verificano in ordine sparso e si manifestano attraverso sorgenti termali, tra le quali vanno ricordate le celebri Terme di Saturnia, le Terme dell'Osa tra Talamone ed Albinia, le Terme di Petriolo nel comune di Civitella Paganico al confine tra le province di Grosseto e Siena lungo il corso del torrente Farma, le Terme di Bagnolo nei pressi di Monterotondo Marittimo sulle Colline Metallifere. Gran parte delle sorgenti termali sono di natura sulfurea e presentano temperature dell'acqua oltre i 30 °C.

### Geotermia

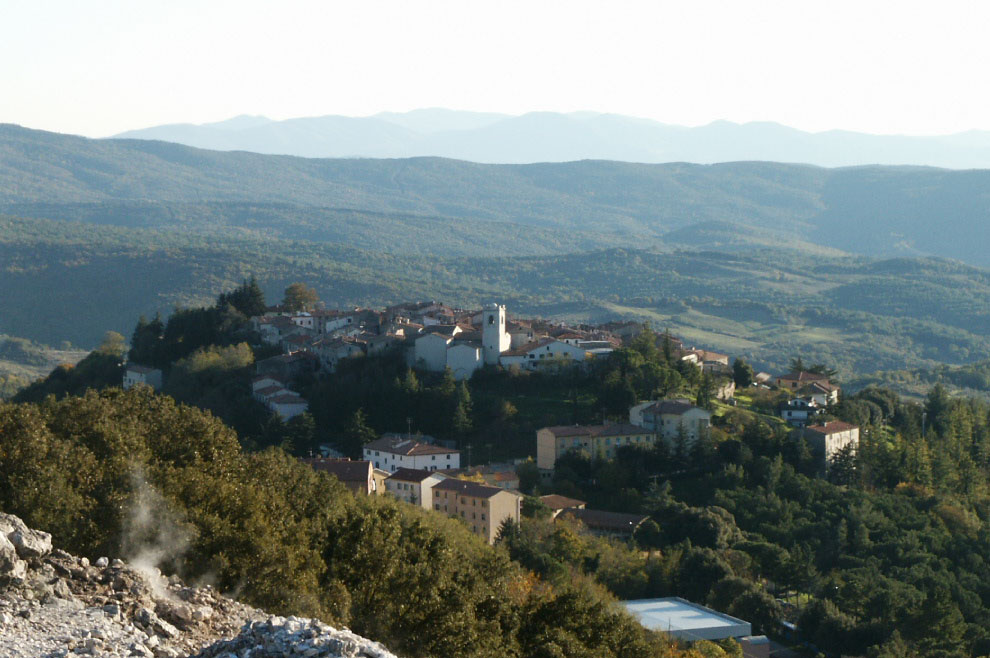
Monterotondo Marittimo ai piedi dell'area geotermica

Sulle Colline Metallifere, nei pressi di Monterotondo Marittimo, i soffioni boraciferi hanno permesso lo sviluppo di energia geotermica che, con il passare degli anni, è sempre più sfruttata per rendere i paesi della zona autosufficienti. Questi fluidi si trovano nella cosiddetta Area delle Biancane, caratterizzata da un paesaggio dai connotati biancastri con scarsissima vegetazione. I soffioni di Monterotondo Marittimo costituiscono la parte meridionale dell'insieme di risorse energetiche geotermiche che si sviluppano prevalentemente, più a nord, in provincia di Pisa attorno alla località di Larderello.
Sul Monte Amiata si trovano i vapori geotermici alle Bagnore, nel comune di Santa Fiora, nei pressi dell'omonimo centro. Anche in questa zona è iniziata da tempo la produzione di energia geotermica che potrebbe essere implementata nel corso dei prossimi anni, nel rispetto dell'ambiente locale, con particolare riferimento alla portata delle sorgenti particolarmente ricche nell'area amiatina.

### Sottosuolo

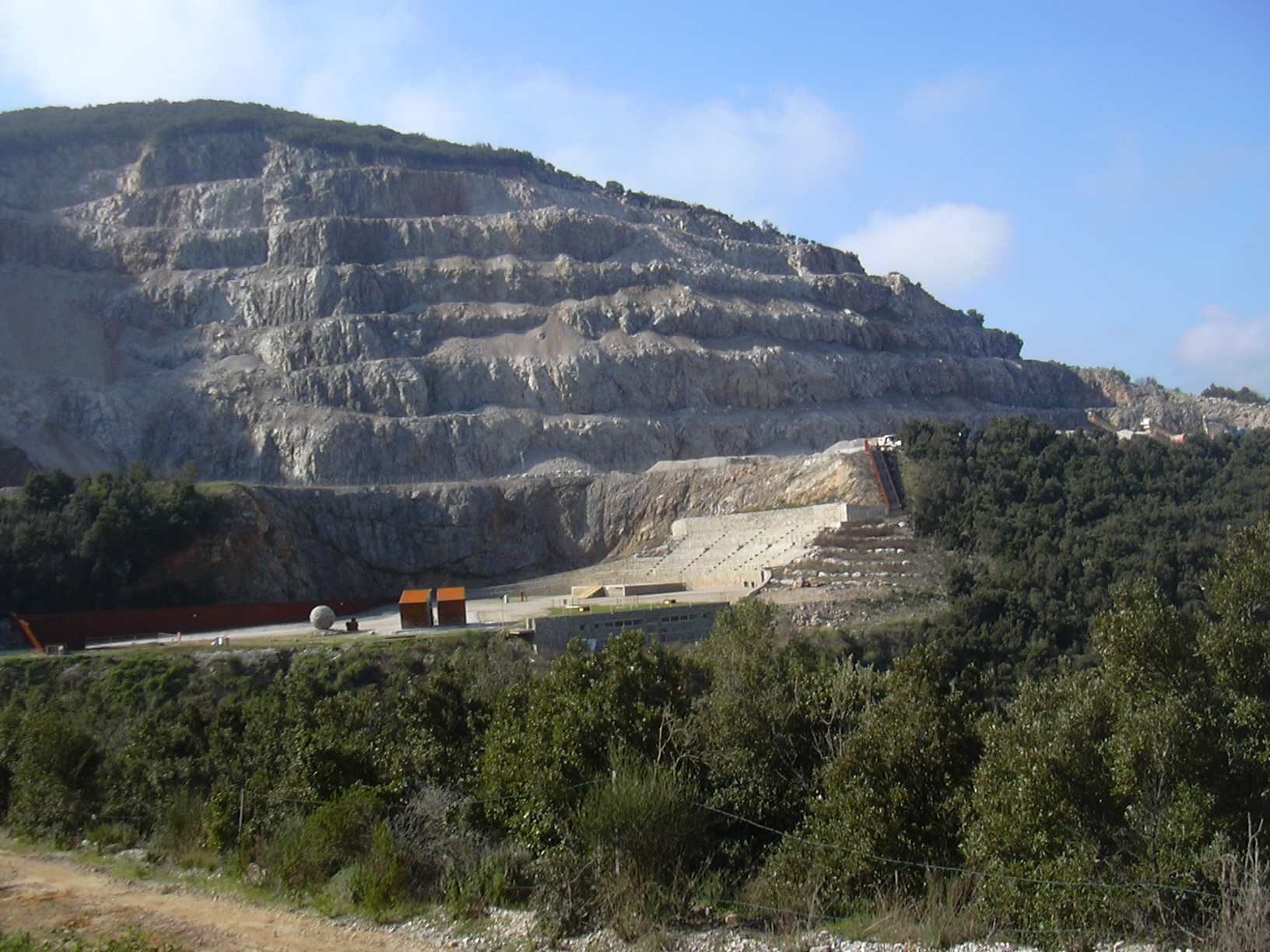
La miniera dismessa di Gavorrano trasformata in teatro

Il sottosuolo della provincia di Grosseto è ricco di numerose risorse minerarie.
Già in epoca etrusca venivano sfruttati i numerosi giacimenti presenti nell'area delle Colline Metallifere, dove spiccano, tra tutti, quelli di pirite di Niccioleta, Boccheggiano e Gavorrano, quelli di rame presso Roccatederighi, quelli di lignite presso Ribolla e quelli di rame, piombo, zinco e argento nei dintorni di Massa Marittima.
La zona del Monte Amiata e del Monte Labbro è estremamente ricca di giacimenti di cinabro, il minerale da cui si estraeva mercurio, in particolare presso Selvena e Santa Fiora sul versante grossetano e presso Abbadia San Salvatore sulla sponda senese. Queste miniere mercurifere sono oggi completamente abbandonate. Da oltre quaranta anni infatti il mercurio è stato sostituito in gran parte dei suoi utilizzi industriali e chimici.
Nell'area collinare interna sono da segnalare alcuni giacimenti di lignite nei pressi di Cana e Baccinello, di mercurio nei dintorni di Pereta e di antimonio sempre vicino Pereta e in vari punti del territorio di Manciano.
Alcuni giacimenti di pirite si trovano anche sul promontorio dell'Argentario e all'isola del Giglio. Inoltre, è da segnalare a sud dell'Argentario il lungo tratto di spiaggia tra Ansedonia e la foce del Chiarone: il sottosuolo di questa zona è estremamente ricco di minerali pesanti, tra i quali ossido di ferro, magnetite e pirosseni, che hanno contribuito a dare un colore grigio scuro e a tratti nero alla sabbia del litorale e della doppia fascia dunale retrostante.

## Natura
Nella provincia di Grosseto esistono varie tipologie di ambienti naturali che si susseguono e si diversificano l'uno dall'altro. Dalla fascia costiera alla montagna, passando attraverso la pianura e la collina si incontrano vari ecosistemi che si contraddistinguono sia per la flora che per la fauna.

### Flora

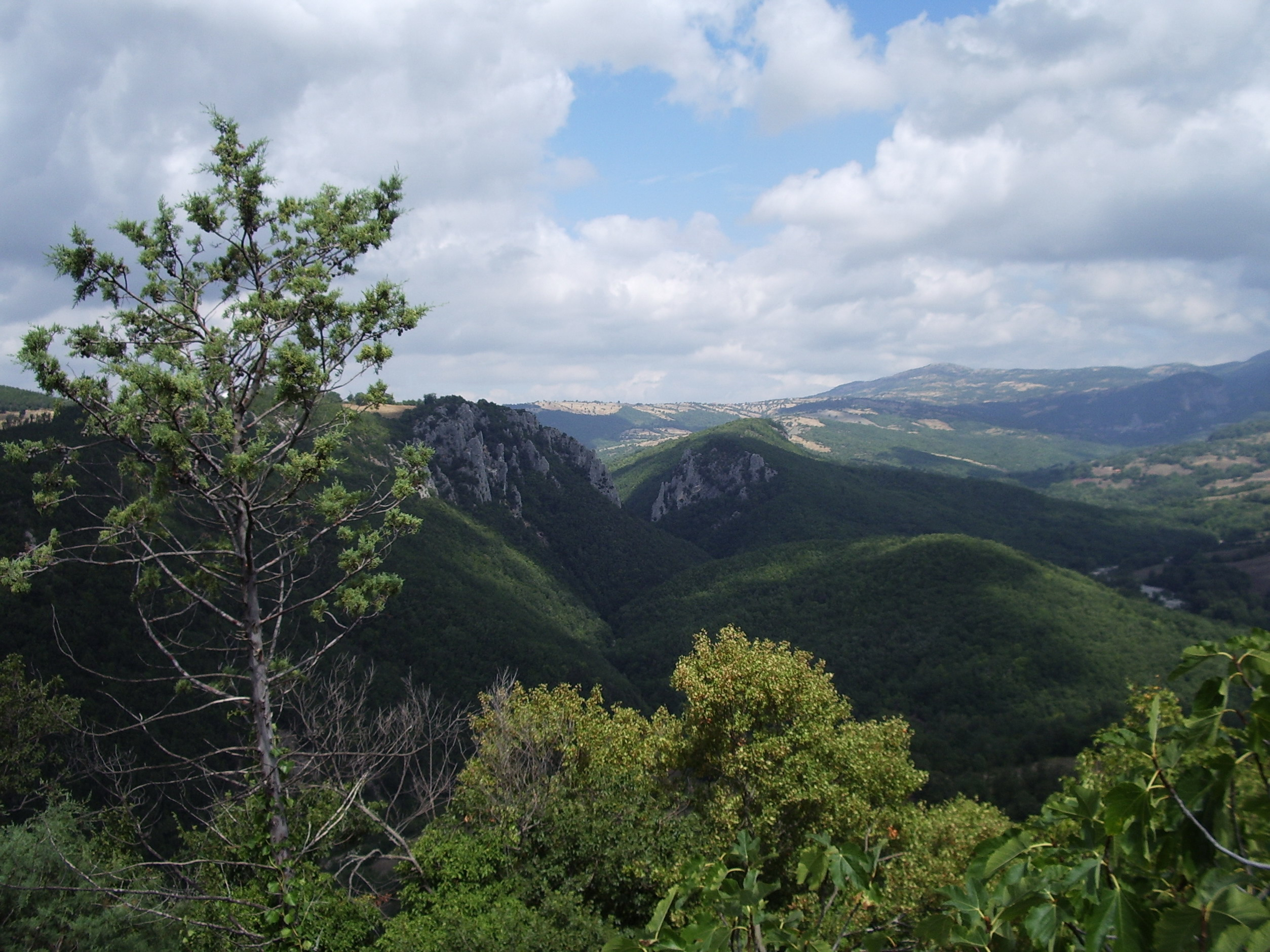
Il Bosco dei Rocconi visto da Rocchette di Fazio

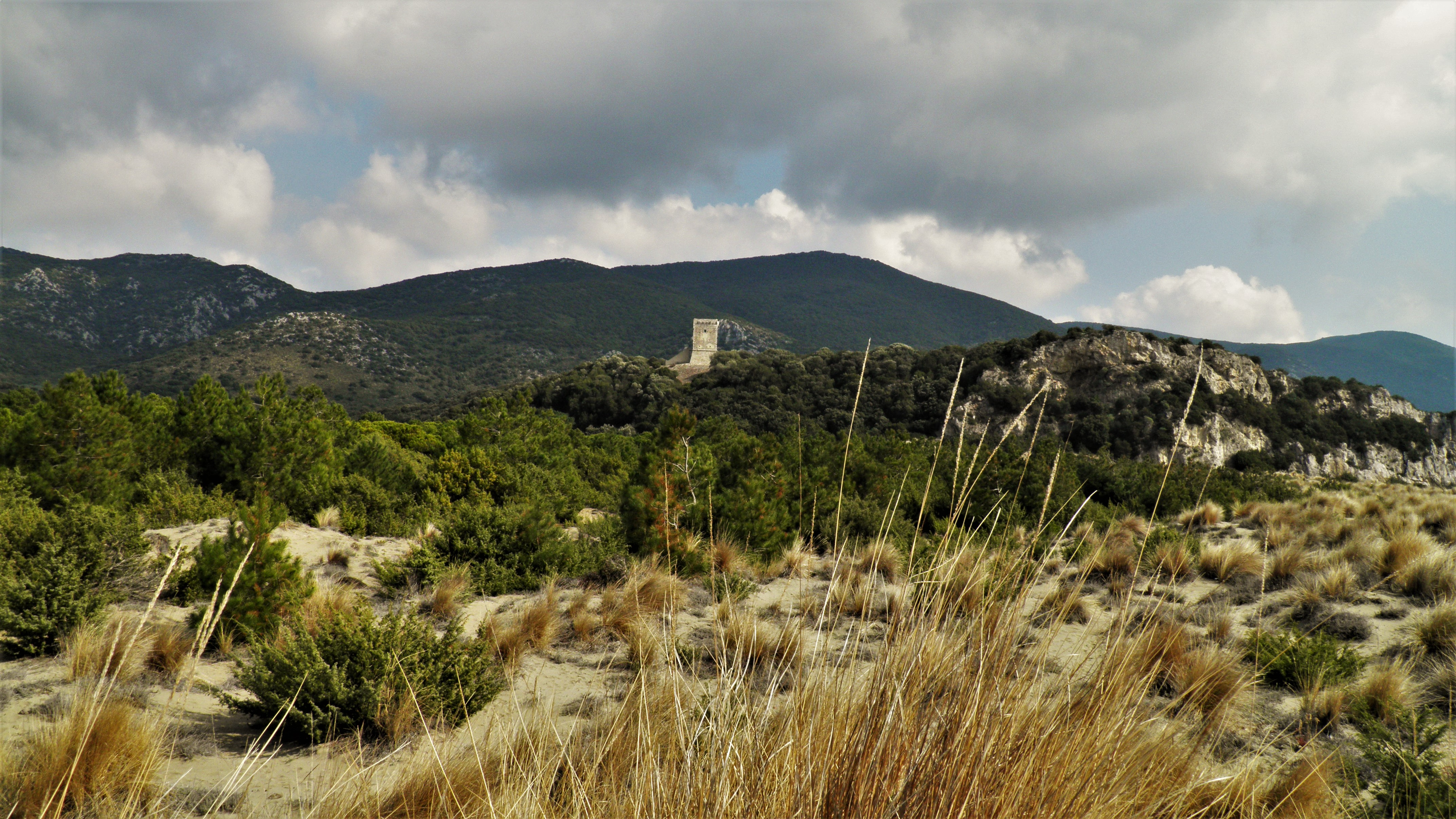
La tipica macchia mediterranea del Parco Regionale della Maremma

Lungo la fascia costiera predomina la macchia mediterranea che si diversifica in base alla tipologia di costa. Le coste alte sono caratterizzate nelle immediate vicinanze del mare dal Limonium multiforme, dal finocchio di mare e dalla carota di mare; salendo lungo i promontori rocciosi si trovano il ginepro feniceo, il lentisco, il linterno e l'olivo selvatico, spesso associati a eriche, rosmarino e cisti. In alcune zone particolarmente aride e soleggiate si possono trovare anche le euforbie arboree e le palme nane, presenti soprattutto sui Monti dell'Uccellina nel Parco naturale della Maremma. Le coste basse e sabbiose presentano in vari tratti le dune litoranee, caratterizzate dalla presenza di euforbie, alcune specie di graminacee, ginepro coccolone e liane che proteggono parzialmente dai venti e dal sale marino gli spazi retrodunali dove possono svilupparsi elicrisi e gigli di mare. La vegetazione forestale della fascia costiera è caratterizzata da leccete, pinete, sugherete e boschi misti di sempreverdi e caducifoglie. Laddove si sono sviluppati incendi in tempi recenti possono ritrovarsi alcuni tratti caratterizzati dalla presenza di garighe che presentano spesso vegetazioni arbustive dove possono svilupparsi rosmarino, eriche, mirto e scornabecco: la gariga caratterizza diversi tratti del Monte Argentario e delle isole.
Le zone di pianura sono caratterizzate da aree palustri e corsi d'acqua dove si sviluppano diverse tipologie di vegetazione. Nelle vicinanze di laghi costieri e paludi si sviluppano in base alla salinità giuncheti o canneti che possono precedere rispettivamente prati cespugliati o boschi di olmi, frassini, fichi, bagolari e viti selvatiche frammisti a mirto e lentisco. Nelle vicinanze dei fiumi dove la siccità è meno sentita possono svilupparsi varie specie di salici, ontani, frassini, tigli e olmi, mentre nelle aree scarsamente soleggiate o esposte a nord possono esserci carpini e noccioli.
Le aree pianeggianti e di medio-bassa collina sono caratterizzate dalla presenza di viti e ulivi che vengono mantenuti e coltivati dall'opera dell'uomo.
L'area collinare è ricoperta da sugherete alle basse quote molto esposte al sole su terreni acidi. Salendo di quota, la vegetazione è caratterizzata da boschi di cerri, roverelle, castagni, carpini neri, carpini bianchi, ornielli e sorbi frammisti ad arbusti spinosi quali il prugnolo, il biancospino, il pero selvatico e il ginepro e a liane come l'edera, la madreselva e la vitalba; frequenti sono il pungitopo e i ciclamini. Salendo ulteriormente di quota si ritrovano il loppo, il ciliegio selvatico, il faggio e il nocciolo frammisti a primule, anemoni e viole. In alta collina si trovano boschi di abeti bianchi, faggi e carpini bianchi, con cerri e frassini nelle zone più temperate, associati a ginestra, rovo e felce aquilina.
La montagna è caratterizzata da faggi, castagni, abeti bianchi e rimboschimenti di conifere; nella zona amiatina è piuttosto scarsa la vegetazione floreale a causa della natura vulcanica del terreno, anche se è da riferire la presenza di fioriture spontanee di orchidee e di narcisi, in aree comprese nei territori comunali di Arcidosso e Santa Fiora.

### Fauna

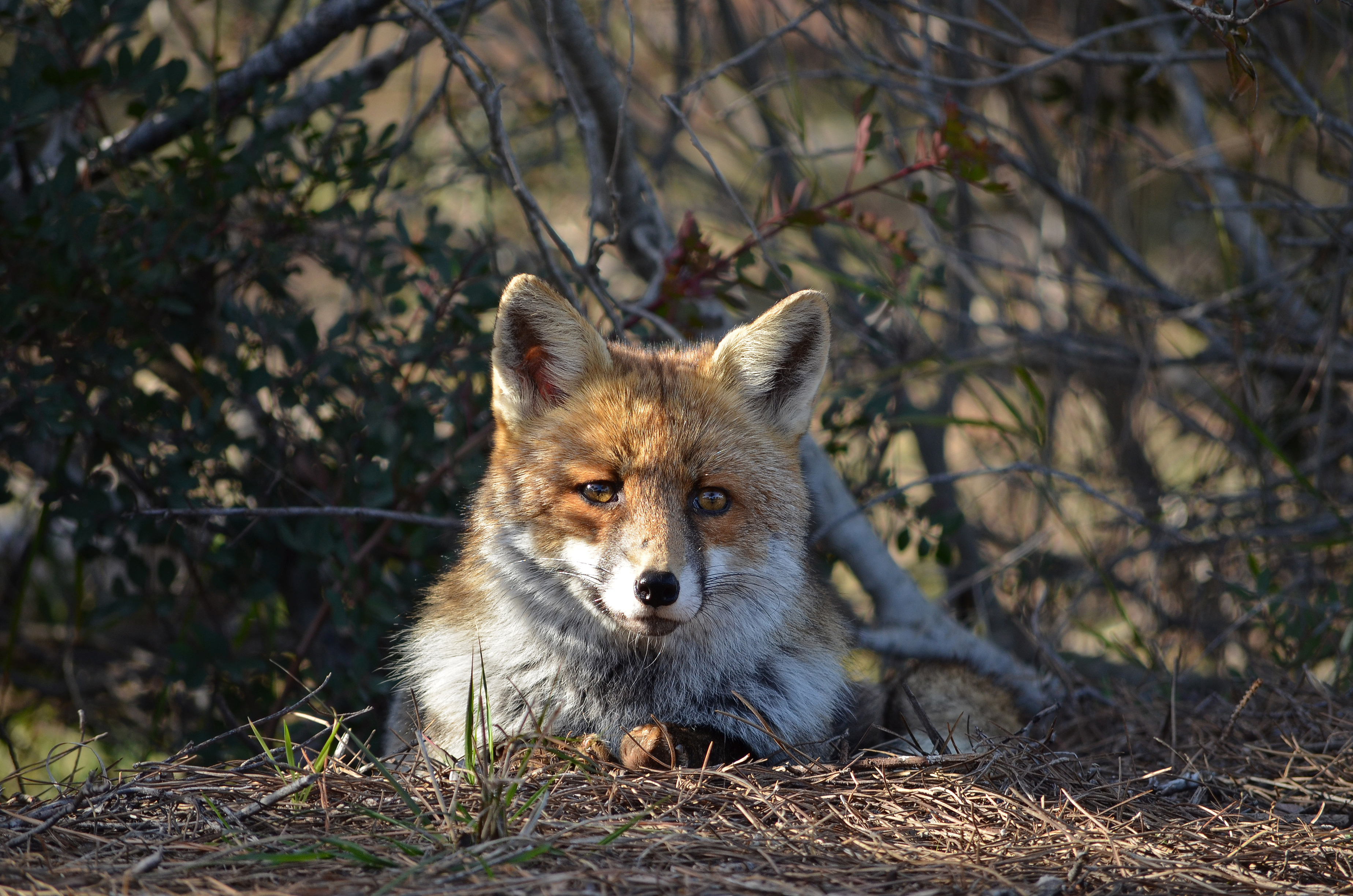
Una delle numerose volpi del Parco Regionale della Maremma

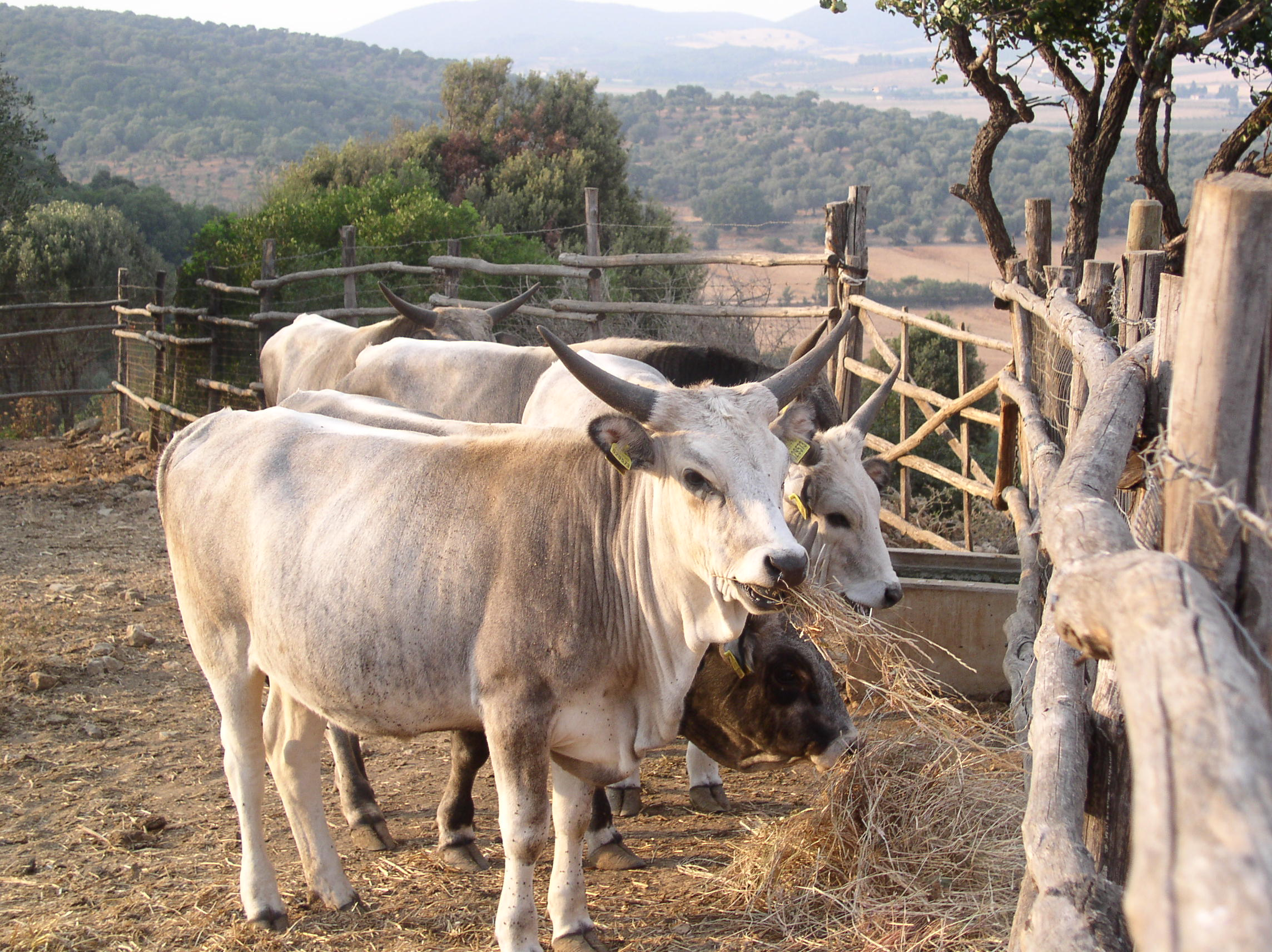
Le tipiche Vacche Maremmane

La fauna presenta una notevole varietà in base agli ambienti presi in considerazione.
Lungo la costa e sulle isole vi è una numerosa presenza di gabbiani, molto evidente sull'isola di Giannutri dove nidificano in gran numero. In alcune zone costiere si riscontra la presenza del falco pellegrino e del falco pescatore; è presente anche la beccaccia di mare tra la fauna delle aree costiere.
Gli ambienti palustri, lagunari e  laghi costieri sono l'habitat naturale per numerosi anfibi e per varie specie di uccelli tra i quali spiccano gli aironi, i fenicotteri nella Laguna di Orbetello, il falco di palude e l'albanella reale nella Riserva naturale Diaccia Botrona.
La macchia mediterranea e i boschi sono popolati da vari animali selvatici tra cui cinghiali, daini, caprioli e volpi; sono presenti anche un buon numero di fagiani e, nella Pineta Granducale di Marina di Alberese, sono stati avvistati anche il cuculo da ciuffo e la ghiandaia marina, due specie ornitologiche estremamente rare. Tra i rettili vi sono numerosi serpenti, la maggior parte innocui come il biacco, ma tra essi è presente anche la vipera, presente ovunque ad eccezione delle isole: nell'ambito del Parco dell'Arcipelago Toscano le uniche isole dove si riscontra la presenza del serpente velenoso sono l'Isola d'Elba e l'Isola di Montecristo amministrate dalla Provincia di Livorno.
Nelle zone collinari interne e in montagna è stata riscontrata anche la presenza del lupo che è notevolmente cresciuto di numero negli ultimi tempi.
Tra gli insetti è da segnalare la grande presenza di zanzare nelle aree in prossimità di ambienti umidi che possono essere presenti, seppure in numero ridotto, anche nei mesi invernali, alcune delle quali agiscono durante le ore diurne con punture che possono divenire fastidiose. Sono presenti anche api, impiegate nella produzione di un ottimo miele, vespe e calabroni: questi ultimi pungono molto raramente ma quando accade possono causare gravi reazioni allergiche. Nei mesi primaverili ed estivi sono visibili varie specie di farfalle; nello stesso periodo dell'anno si possono incontrare anche varie specie di ragni, tra i quali anche le malmignatte, e zecche: queste ultime prediligono distese erbose frequentate da animali e, in caso di puntura, è consigliabile farsi estrarre l'insetto da personale medico per evitare pericolose infezioni.

### Aree protette
La provincia di Grosseto, con il suo 47% di territorio incluso in aree protette di varia tipologia, risulta essere una delle province italiane maggiormente tutelate sotto il profilo ambientale e paesaggistico. Tra le aree protette spiccano un'area marina protetta europea, un parco nazionale (dell'arcipelago), un parco nazionale geominerario (Tuscan Mining UNESCO Geopark), un parco regionale (parco della Maremma) e una serie di riserve naturali e oasi faunistiche (statali, regionali o provinciali), la cui gestione è generalmente delegata alla provincia (funzione delegata alla Regione Toscana dal 2016, a seguito della riforma Delio sulle province) o direttamente ai singoli comuni interessati.

## Storia

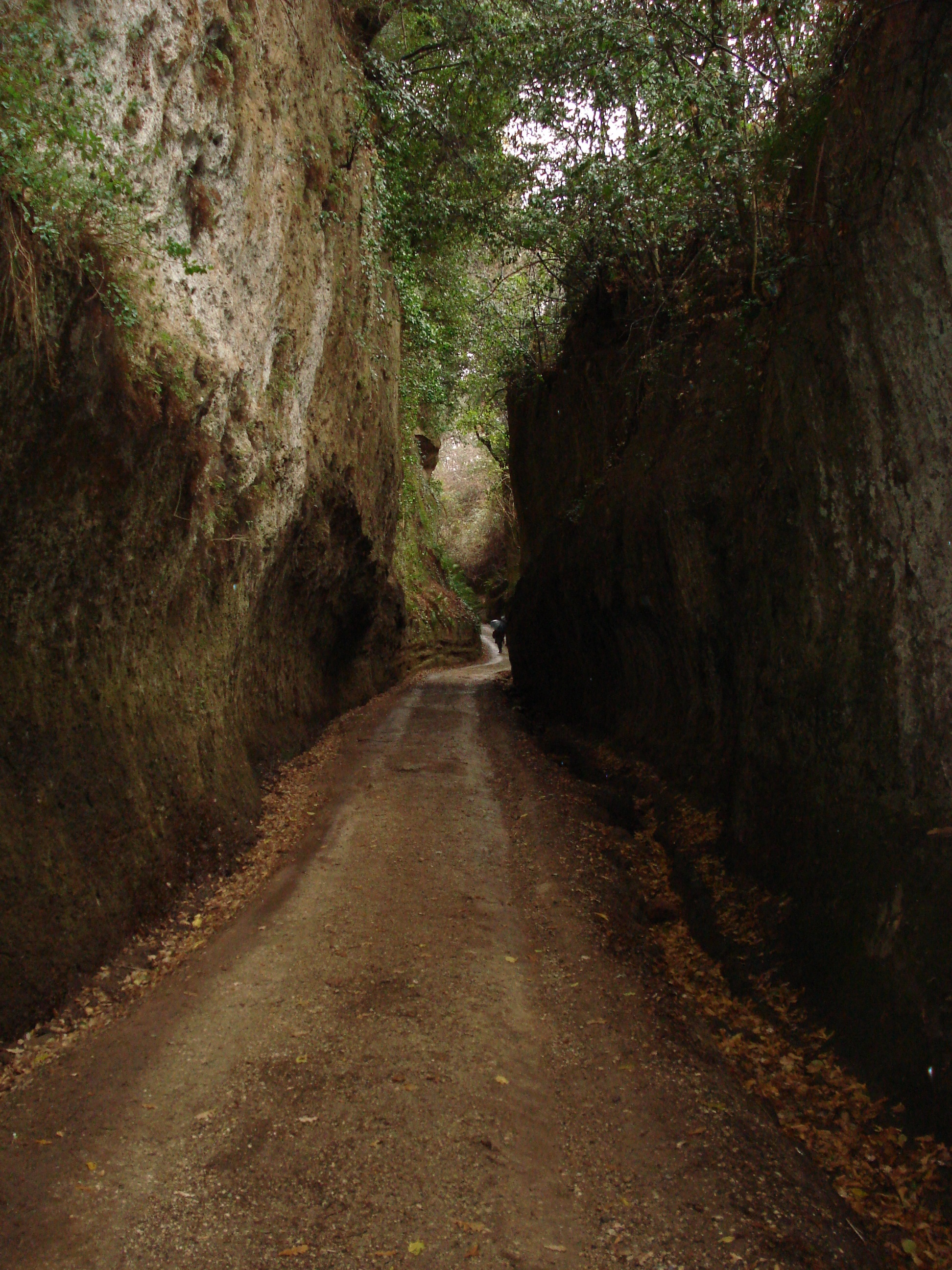
Una Via Cava nei pressi di Sovana

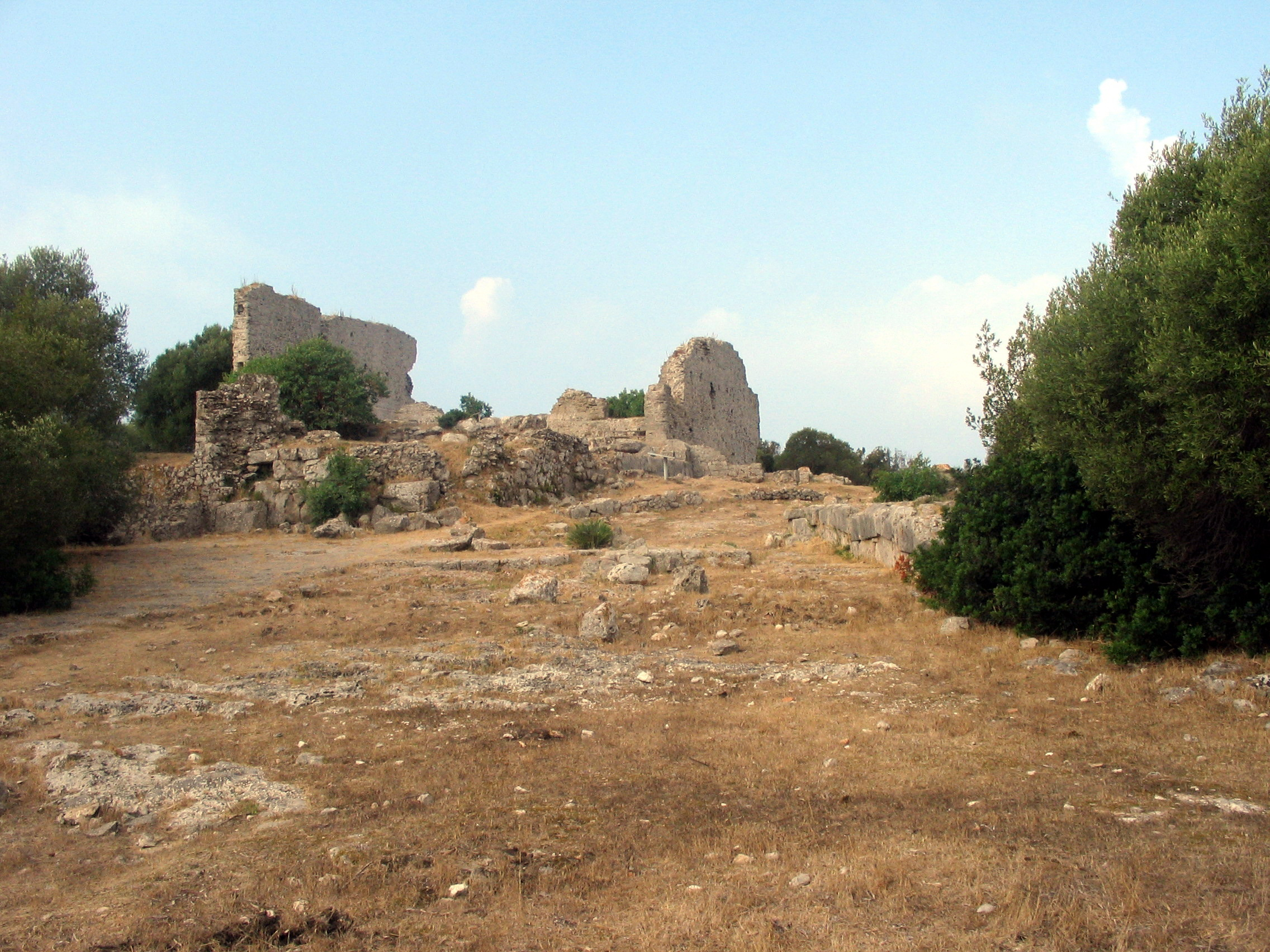
L'Acropoli di Cosa

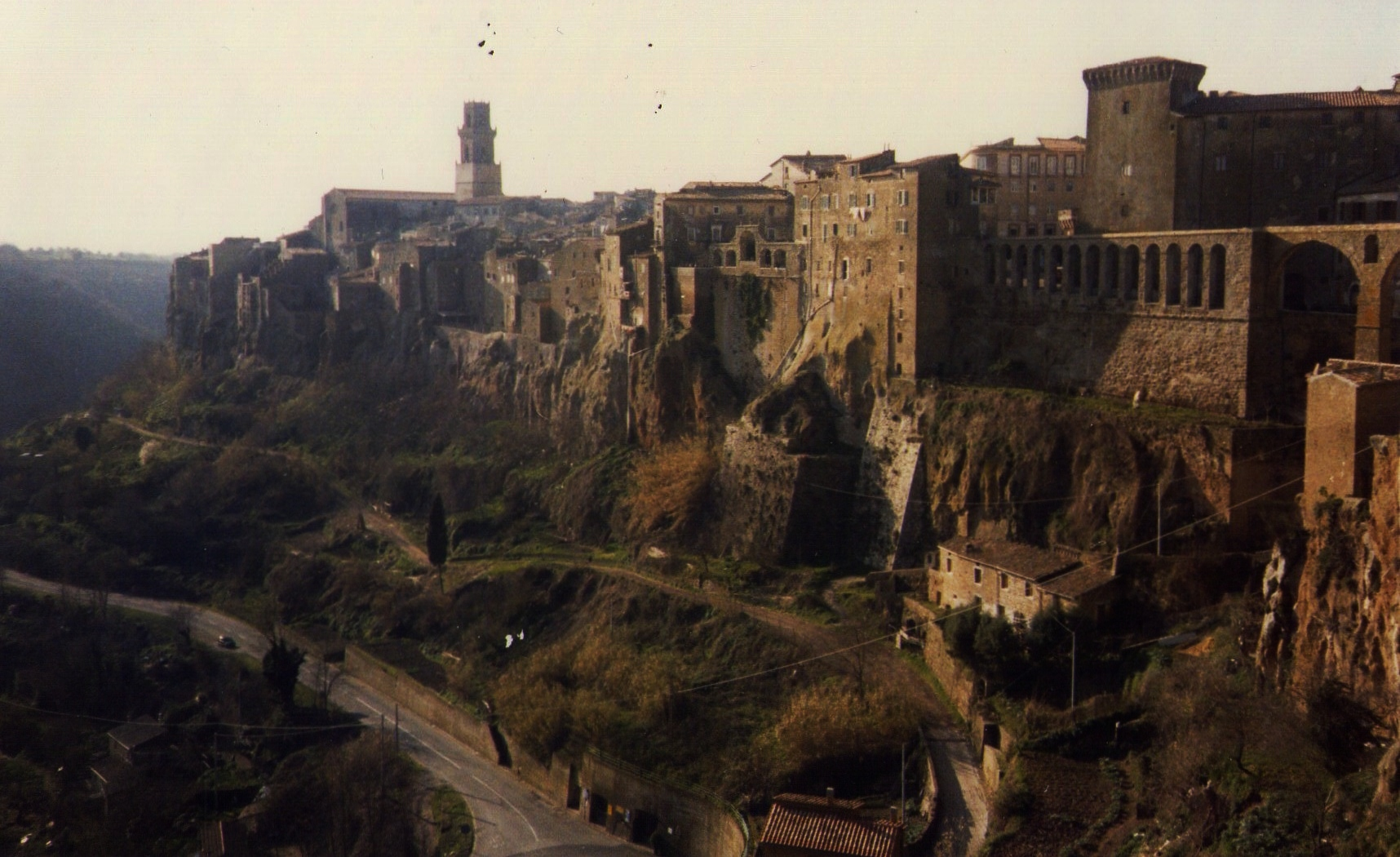
Il borgo di Pitigliano

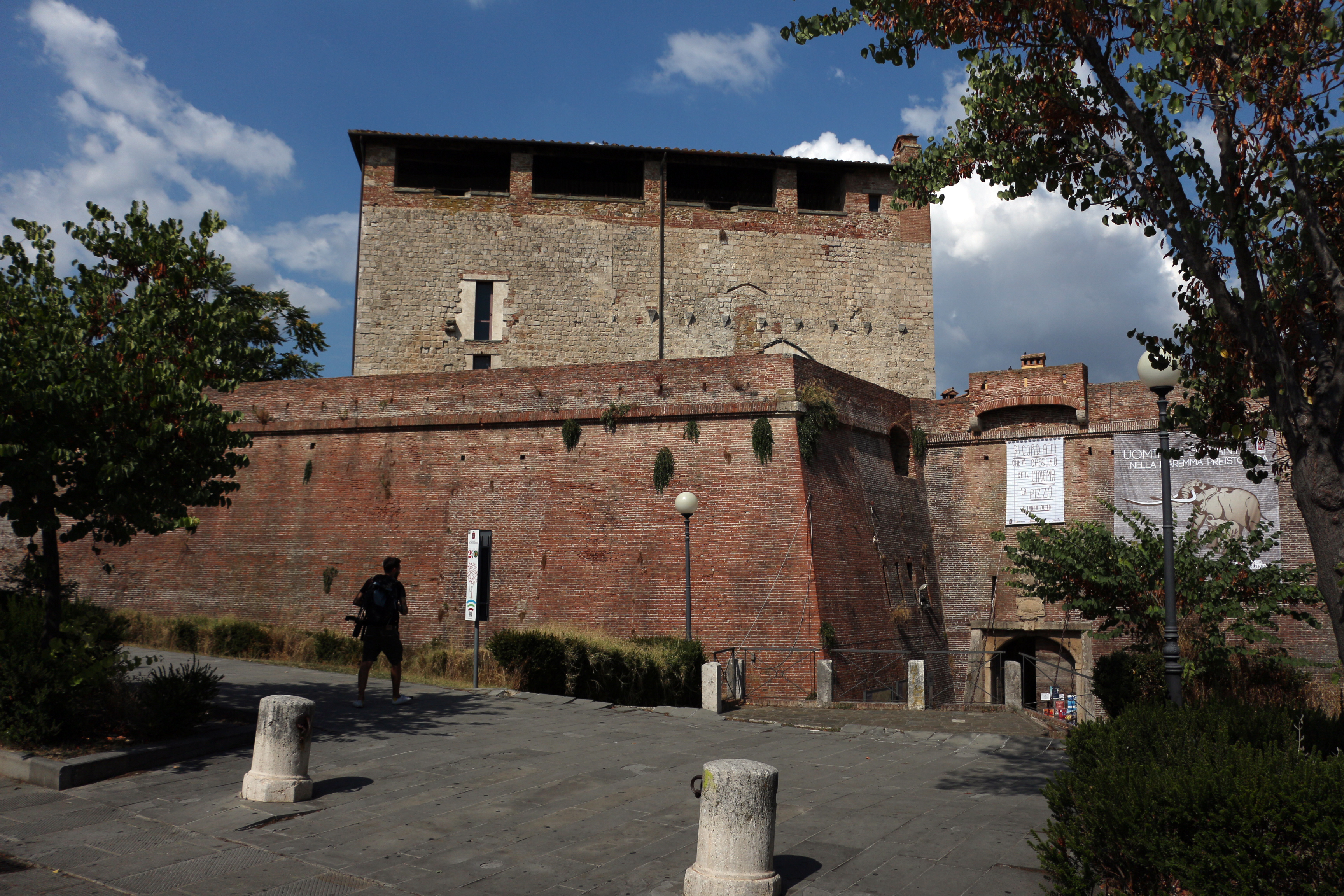
Il Cassero di Grosseto

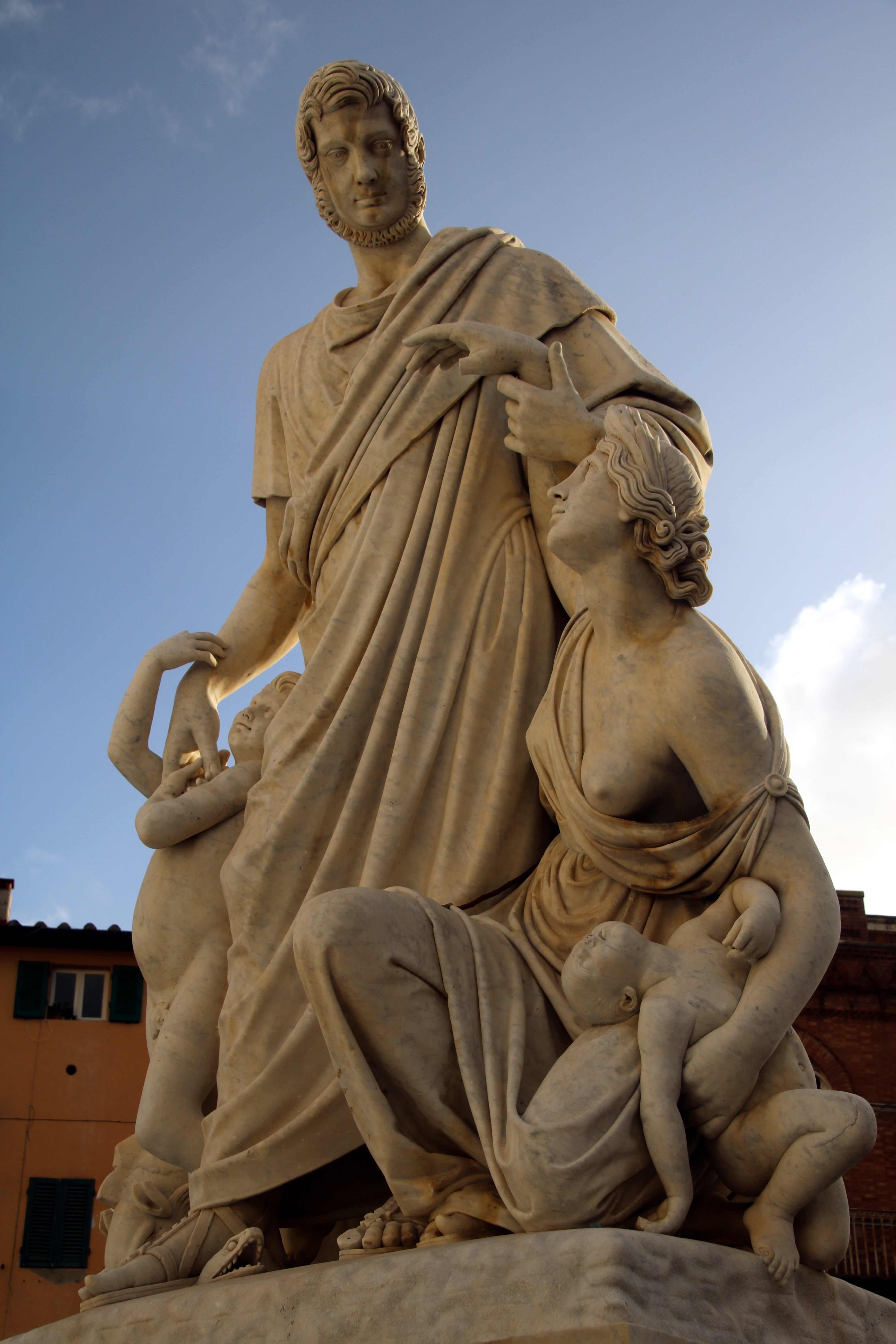
Il monumento a Leopoldo II di Lorena

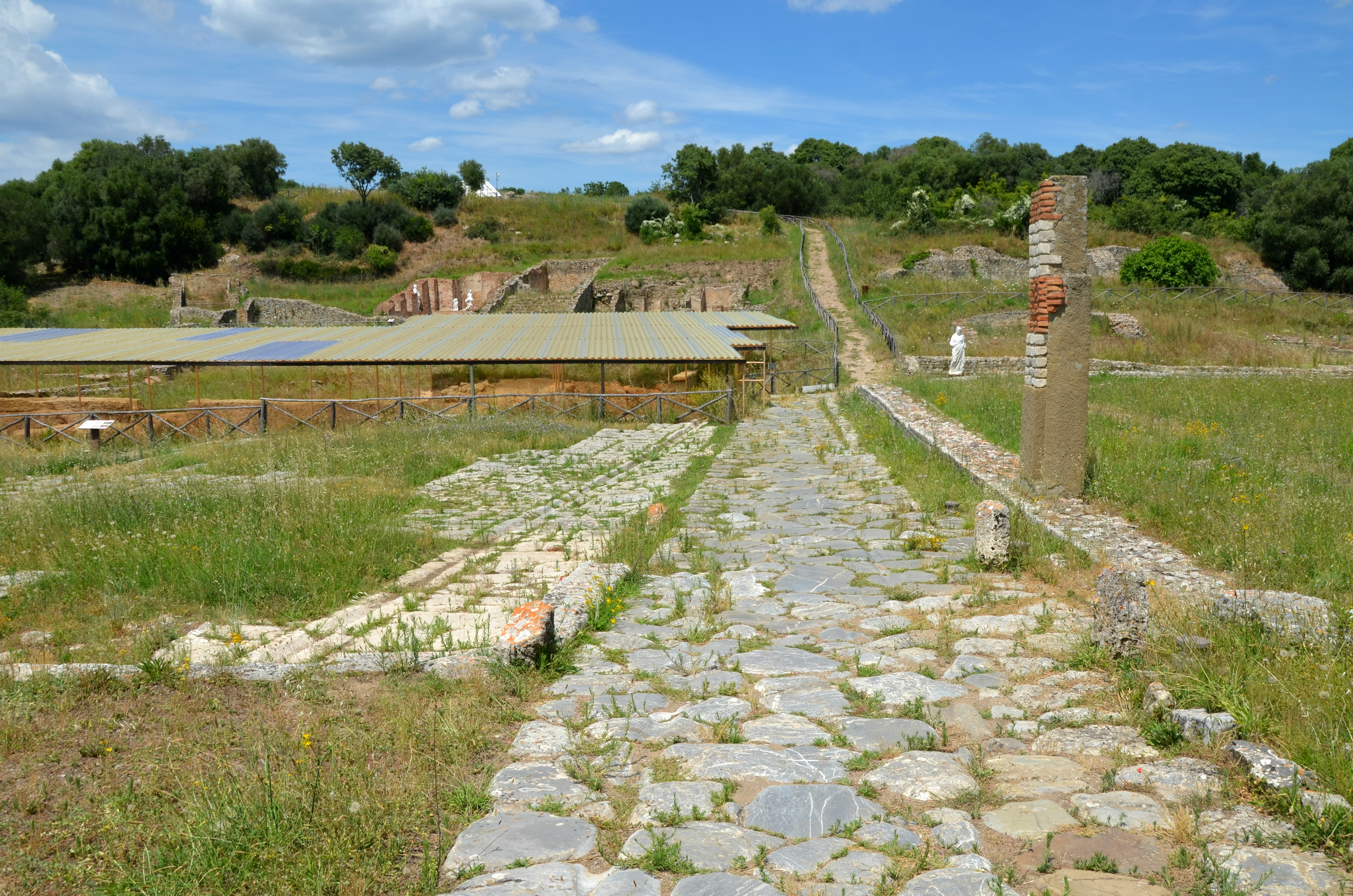
Uno scorcio della città di Roselle, nei pressi di Grosseto

### Preistoria
L'attuale provincia di Grosseto fu abitata fin dalla preistoria, come dimostrano i ritrovamenti effettuati in varie zone di numerosi reperti risalenti al periodo eneolitico e all'età del bronzo. Nei pressi di Pitigliano, sul luogo in cui sono venuti alla luce molti reperti, è in fase di allestimento un parco preistorico con la ricostruzione di un villaggio. Altri luoghi che hanno dato alla luce testimonianze preistoriche sono le aree collinari tra Roccalbegna, Semproniano, Saturnia, Manciano e Sovana e, in prossimità della fascia costiera, le grotte all'interno del Parco naturale della Maremma tra Alberese e la foce del fiume Ombrone.

### Etruschi e Romani
Gli Etruschi costruirono numerose città che ebbero il periodo di massimo splendore intorno al VII secolo a.C., delle quali rimangono numerosi resti archeologici di elevato interesse, tra i quali spiccano le antiche città di Vetulonia, Roselle (con successive testimonianze di epoca romana), Statonia e Sovana, dove le Vie Cave collegavano le varie necropoli a quelle di Sorano e Pitigliano.
Altre città e necropoli etrusche si svilupparono presso Saturnia, a Marsiliana e nel territorio collinare tra Magliano in Toscana, Scansano e Civitella Paganico. Presso Ansedonia, gli Etruschi realizzarono un'imponente opera di ingegneria, denominata Tagliata Etrusca, per impedire l'insabbiamento di un vicino porto. Tra i più importanti reperti, è da segnalare il Disco di Magliano, rinvenuto presso l'omonima località ed attualmente conservato al Museo archeologico nazionale di Firenze, che è risultato fondamentale per la codifica dell'antica lingua etrusca.
I Romani si insediarono nei secoli successivi prevalentemente presso le preesistenti città etrusche. I reperti archeologici di maggiore interesse del periodo romano (fori, anfiteatri, ville e strade) sono venuti alla luce a Roselle, nei dintorni di Scansano, Magliano in Toscana e Pitigliano, a Saturnia e a Cosa, dove i Romani completarono l'opera ingegneristica della Tagliata Etrusca, avviata dai loro predecessori, che venne denominata anche Spacco della Regina.

### Medioevo
Il Medioevo ebbe inizio con le invasioni barbariche, che causarono l'abbandono di alcuni importanti centri etrusco-romani a vantaggio di altri insediamenti situati in luoghi più protetti: in epoca longobarda fu completamente abbandonata anche la città di Statonia a vantaggio di Sovana. In questo periodo iniziò anche il lento declino di Roselle che venne definitivamente abbandonata dopo l'anno Mille a vantaggio di Grosseto, dove fu eretta una possente cinta muraria difensiva. In questo contesto ebbe pertanto inizio il fenomeno dell'incastellamento che portò alla costruzione di numerosi castelli, borghi fortificati e centri abitati circondati da cinte murarie di difesa.
Gran parte delle località del territorio erano controllate da ricche e potenti famiglie tra le quali gli Aldobrandeschi (area del monte Amiata, vasti territori tra Montalto di Castro e il Lago di Bolsena nel Lazio, parte della Valdelsa e della Val d'Orcia in provincia di Siena, oltre alla parte meridionale della provincia di Livorno), gli Ardengheschi (Valle dell'Ombrone) e i Pannocchieschi (area delle Colline Metallifere).
I domini aldobrandeschi furono spartiti nel tardo Duecento nella Contea di Sovana e nella Contea di Santa Fiora, e successivamente concessi a due rami distinti della famiglia che, durante la battaglia di Montaperti, si schierarono in campi avversi rispettivamente con i Fiorentini e con i Senesi.
Nello stesso periodo gli Ottieri riuscirono ad andare a capo di un piccolo stato, la Contea degli Ottieri, che includeva 4 località ai limiti sud-orientali della provincia e riuscì a rimanere indipendente fino all'estinzione naturale della famiglia in epoca moderna.
Agli inizi del Trecento l'influenza di Siena iniziò a farsi sentire su vari alcuni centri dell'entroterra che passarono a famiglie nobili senesi quali i Bonsignori, i Piccolomini, i Tolomei e i Salimbeni o direttamente sotto il controllo della Repubblica. Mentre gli Orsini riuscirono ad ereditare Pitigliano, Sorano e, per un breve periodo, anche Sovana a seguito del matrimonio tra Romano Orsini e Anastasia Aldobrandeschi (1293), gli Sforza editarono nel corso del Quattrocento la Contea di Santa Fiora, iniziando il loro dominio nella zona dell'Amiata, a seguito del matrimonio tra Bosio Sforza e Cecilia Aldobrandeschi (1439).

### Storia moderna
Tra il Trec e il Quattrocento tutti gli altri centri, tra i quali anche Grosseto e i liberi Comuni di Massa Marittima e Castiglione della Pescaia, entrarono a far parte della Repubblica di Siena che fino al 1559, anno della sua caduta, dominò quasi tutto il territorio che corrisponde all'attuale provincia.
Dopo la caduta della Repubblica Senese Orbetello, Porto Ercole, Talamone, entrarono a far parte dello Stato dei Presidi sotto il controllo degli Spagnoli, mentre Buriano e Scarlino erano stati inglobati nel Principato di Piombino controllato dagli Appiani dal 1400: tutte queste località entrarono nel Granducato di Toscana soltanto nel 1815.
I centri della Contea degli Orsini entrarono nel Granducato di Toscana tra la seconda metà del Cinque e gli inizi del Seicento, mentre le località sforzesche della ex Contea di Santa Fiora vennero annesse nel corso del Seicento a cui seguì la contea di Castellottieri.
Nel Settecento la scomparsa della dinastia medicea portò i Lorena a capo del Granducato di Toscana e la quasi totalità dell'attuale territorio provinciale ne seguì le sorti. Nel 1766, Pietro Leopoldo divise il territorio che nei secoli precedenti costituiva la Repubblica di Siena in due province. Grosseto divenne da allora il centro principale della Provincia senese inferiore, che sarebbe poi divenuta l'attuale provincia di Grosseto.
Grazie alle riforme leopoldine, la città e la provincia di Grosseto andarono incontro ad una decisa rinascita economica e culturale. I Lorena, oltre ad aver abolito la pena di morte il 30 novembre 1786, iniziarono anche le prime grandi opere di bonifica della pianura costiera (diretti da Leonardo Ximenes) che terminarono solo verso gli anni 1950 con l'eliminazione completa della malaria. Le riforme dei Lorena vennero interrotte con l'occupazione delle truppe francesi (1796) che si protrasse a più riprese fino al 1808, anno dell'annessione alla Francia napoleonica. Il Congresso di Vienna del 1815 sancì il ritorno del Granducato di Toscana nelle mani di Ferdinando III di Toscana, al quale succedette il figlio Leopoldo II a partire dal 1824.
Il granduca Leopoldo II governò fino al 1859, impegnandosi costantemente e in prima persona al completamento delle opere di bonifica, affidate all'ingegnere Vittorio Fossombroni. Il granduca, con le sue politiche di buon governo, riuscì a determinare un ammodernamento e un sensibile miglioramento delle condizioni socio-economiche dell'intero territorio, tanto da risultare l'uomo politico più apprezzato nella millenaria storia della provincia di Grosseto: Leopoldo II venne affettuosamente soprannominato "Canapone" e onorato con un monumento scultoreo a lui dedicato, tuttora collocato in Piazza Dante a Grosseto.

### Storia contemporanea
Nel corso dell'Ottocento, con la graduale diminuzione del rischio della malaria, iniziò il fenomeno di ripopolamento della pianura che determinò l'inizio dell'espansione urbanistica di Grosseto verso gli attuali quartieri semicentrali.
Nel marzo 1860 il plebiscito che si svolse nel Granducato di Toscana sancì l'annessione allo stato sabaudo, entrando così a far parte del Regno d'Italia. Tuttavia, per alcuni anni vennero fermate le grandi opere di bonifica della Maremma, portate avanti fino poco tempo prima dal granduca Leopoldo II, che determinò, seppur temporaneamente, un nuovo calo demografico e una contemporanea recessione economica. Di conseguenza, tra la popolazione iniziò a diffondersi un sentimento nostalgico verso le politiche di "buon governo" portate avanti fino a poco tempo prima dai Lorena; in quegli anni, la vita media della popolazione della Maremma scese addirittura a soli 24 anni.
In conseguenza, il brigantaggio si diffuse prevalentemente nelle campagne, nel corso della seconda metà del secolo, potendo far leva sul malcontento, sulle precarie condizioni economiche conseguenti alle politiche latifondiste e alla malaria che stava iniziando a diffondersi nuovamente. Tuttavia, questo fenomeno non riuscì mai a raggiungere le vaste proporzioni come stava accadendo nell'Italia meridionale, rimanendo piuttosto circoscritto sia in provincia di Grosseto che nell'Alto Lazio.
Di tutt'altra natura, ma inquadrabile negli episodi storici che seguirono l'Unità d'Italia, la sollevazione pacifica, inserita in un utopistico progetto religioso, posta in essere da Davide Lazzaretti, personaggio carismatico che visse nella seconda metà dell'Ottocento nell'area del Monte Amiata, dove predicava un rinnovamento delle strutture della Chiesa di Roma, sostenendo una Repubblica, regno di Dio che, pur nella totale pacificità di intenti e di azione, dovette apparire densa di pericoli per gli assetti costituiti dello Stato e della Chiesa, tanto da essere oggetto di una cruenta repressione nel 1878, anno in cui venne ucciso alla testa di una processione che scendeva dal Monte Labbro e che si accingeva ad entrare in Arcidosso.
Durante la seconda guerra mondiale sono da ricordare i pesanti bombardamenti subiti dalla città di Grosseto il 26 aprile 1943, giorno di Pasquetta, che causarono molte vittime anche tra donne e bambini che si trovavano all'aperto nei giardini e nelle vie del centro; vari eccidi nazisti si verificarono in alcuni paesi dell'entroterra, il più grave dei quali avvenne a Niccioleta nei pressi di Massa Marittima tra il 13 e il 14 giugno 1943.
Nel dopoguerra, il completamento della riforma agraria iniziata nei primi decenni del secolo e la rapida ricostruzione dei luoghi bombardati contribuirono a implementare lo sviluppo dell'agricoltura e dell'allevamento (produzione di latte, formaggi, carni, olio e vino di elevata qualità). Al contrario, non si è mai verificato uno sviluppo industriale degno di nota, fatta eccezione per alcune realtà circoscritte, e ciò ha permesso un'ottima conservazione dell'ecosistema che si è mantenuto tra i più incontaminati dell'intero territorio nazionale italiano, favorendo così lo sviluppo di un settore terziario sempre più in crescita legato al turismo di qualità.
Il secolo scorso, inoltre, ha lasciato suggestive tracce artistiche integrate nella natura nel Giardino di Daniel Spoerri nei dintorni di Seggiano e nel Giardino dei Tarocchi presso Capalbio.

## Società

### Qualità della vita
| Anno | Qualità della Vita (Il Sole 24 Ore) Dato riferito alla provincia | Rapporto Ecosistema Urbano (Legambiente) |
| ---- | ---------------------------------------------------------------- | ---------------------------------------- |
| 1990 | 20ª posizione                                                    | -                                        |
| 1991 | 23ª posizione (3)                                                | -                                        |
| 1992 | 8ª posizione (15)                                                | -                                        |
| 1993 | 12ª posizione (4)                                                | -                                        |
| 1994 | 29ª posizione (17)                                               | -                                        |
| 1995 | 4ª posizione (25)                                                | ?                                        |
| 1996 | 11ª posizione (7)                                                | ?                                        |
| 1997 | 18ª posizione (7)                                                | ?                                        |
| 1998 | 7ª posizione (11)                                                | ?                                        |
| 1999 | 16ª posizione (9)                                                | ?                                        |
| 2000 | 29ª posizione (13)                                               | ?                                        |
| 2001 | 40ª posizione (11)                                               | ?                                        |
| 2002 | 18ª posizione (22)                                               | ?                                        |
| 2003 | 36ª posizione (18)                                               | ?                                        |
| 2004 | 26ª posizione (10)                                               | 33ª posizione                            |
| 2005 | 18ª posizione (8)                                                | 47ª posizione (14)                       |
| 2006 | 10ª posizione (8)                                                | 63ª posizione (16)                       |
| 2007 | 14ª posizione (4)                                                | 46ª posizione (17)                       |
| 2008 | 16ª posizione (2)                                                | 70ª posizione (5)                        |
| 2009 | 7ª posizione (9)                                                 | ?                                        |
| 2010 | 22ª posizione (15)                                               | 77ª posizione (7)                        |
| 2011 | 33ª posizione (11)                                               | 81ª posizione (4)                        |
| 2012 | 28ª posizione (5)                                                | 75ª posizione (6)                        |
| 2013 | 28ª posizione ()                                                 | 78ª posizione (3)                        |
| 2014 | 15ª posizione (13)                                               | 71ª posizione (7)                        |
| 2015 | 30ª posizione (15)                                               | 75ª posizione (4)                        |
| 2016 | 51ª posizione (21)                                               | 59ª posizione (16)                       |
| 2017 | 53ª posizione (2)                                                | 79ª posizione (20)                       |
| 2018 | 66ª posizione (13)                                               | 79ª posizione ()                         |
| 2019 | 79ª posizione (13)                                               | 74ª posizione (5)                        |

## Religione

### Diocesi e sedi vescovili
Data la vastità dell'attuale provincia e le vicende storiche dei vari centri, fin dal passato il territorio era raggruppato in varie diocesi, ognuna delle quali aveva la cattedrale e la residenza vescovile nel centro principale della zona.
Le antiche chiese della provincia di Grosseto per tutto il primo millennio ebbero il proprio arcivescovo nella figura del papa di Roma che doveva confermare le elezioni dei nuovi vescovi e provvedere alla loro consacrazione.

#### Periodo paleocristiano
In epoca paleocristiana vi erano due sedi vescovili, Roselle e Saturnia, ed altre diocesi che avevano possedimenti nel territorio grossetano, pur avendo la loro sede centrale al di fuori dei confini dell'attuale provincia.
| Diocesi paleocristiane | Territorio |
| - Diocesi di Roselle - Diocesi di Saturnia - Diocesi di Statonia - Diocesi di Vulci - Diocesi di Chiusi - Diocesi di Populonia - Diocesi di Volterra | - area dell'attuale Diocesi di Grosseto e alcune località dell'attuale territorio comunale di Montalcino (SI) - territorio tra l'Ombrone e l'Argentario lungo la costa e le colline tra l'Albegna e il Fiora nell'entroterra - estremità orientale della provincia di Grosseto e un vasto territorio dell'attuale provincia di Viterbo - Capalbio e Manciano - area del Monte Amiata - Massa Marittima, Monterotondo Marittimo e area costiera attorno a Follonica - Boccheggiano |

#### Alto Medioevo
Nel VI secolo l'invasione longobarda determinò vari sconvolgimenti che portarono ad un temporaneo trasferimento dei vescovi di Populonia sull'Isola d'Elba e alla distruzione della città di Saturnia che si oppose strenuamente alle truppe provenienti dalla città di Lucca. Nell'area del Fiora si verificarono migrazioni da Statonia a Sovana e da Vulci a Castro con il conseguente trasferimento delle sedi vescovili rispettivamente a Sovana e a Castro. Roselle e Chiusi mantennero il loro territorio pressoché intatto, tranne alcune aree che vennero perdute a vantaggio di Siena che inglobò la Valle dell'Ombrone a sud di Pari.
Inoltre, proprio in età longobarda, venne creato un itinerario di pellegrinaggi Lucca-Siena-Bolsena-Roma che entrò a far parte della Via Francigena. Il tracciato tuttavia lambiva la provincia di Grosseto sfiorando soltanto il territorio orientale di Castell'Azzara, pur attraversando aree all'interno delle diocesi che avevano influenza su varie zone della provincia.
| Diocesi altomedievali | Territorio |
| - Diocesi di Siena - Diocesi di Roselle - Diocesi di Sovana - Diocesi di Castro - Diocesi di Chiusi - Diocesi di Populonia - Diocesi di Volterra | - area della Valle dell'Ombrone - area dell'attuale Diocesi di Grosseto - preesistente Diocesi di Statonia, con parziale annessione territoriale della Diocesi di Saturnia - preesistente Diocesi di Vulci - area del Monte Amiata - Massa Marittima, Monterotondo Marittimo e area costiera attorno a Follonica - Boccheggiano |

#### Dall'anno mille ai giorni nostri
Dopo l'anno Mille la riforma canonicale voluta da Ildebrando di Sovana, divenuto papa Gregorio VII, diede un forte impulso alla costruzione di nuove cattedrali. Nello stesso periodo venne spostata la sede vescovile da Populonia a Massa Marittima a seguito di invasioni piratesche che sconvolsero la fascia costiera.
Nella prima metà del XII secolo vi fu anche il trasferimento della diocesi di Roselle a Grosseto e contemporaneamente ci fu un forte conflitto tra i vescovi di Sovana e Orvieto, dopo che gli Orvietani impedirono ai vescovi sovanesi di recarsi nell'antica cattedrale di Statonia che rappresentava la culla dell'intera diocesi.
Successivamente, la nuova diocesi di Grosseto cedette la località di Prata a Volterra in cambio di Boccheggiano; Volterra cedette inoltre a Massa Marittima alcune chiese che si trovavano nelle vicinanze di quest'ultima città divenuta anch'essa nuova sede vescovile.
I confini delle diocesi rimasero quindi pressoché inalterati fino alla seconda metà del Settecento, quando Manciano e Capalbio passarono dalla diocesi di Castro a quella di Sovana in cambio dei centri di Onano e Proceno in territorio laziale; l'area amiatina passò invece da Chiusi a Siena.
| Diocesi attuali della provincia | Territorio |
| - Arcidiocesi di Siena-Colle di Val d'Elsa-Montalcino - Diocesi di Grosseto - Diocesi di Pitigliano-Sovana-Orbetello - Diocesi di Massa Marittima-Piombino - Diocesi di Volterra | - area della Valle dell'Ombrone e del Monte Amiata (già nella Diocesi di Chiusi) - preesistente Diocesi di Roselle con l'acquisizione di Boccheggiano - Capalbio, Manciano e preesistente Diocesi di Sovana - preesistente Diocesi di Populonia - Prata |

### Chiese evangeliche
A Grosseto e nella provincia sono presenti anche un cospicuo numero di fedeli evangelici, nonché di chiese evangeliche sparse in quasi tutto il territorio. La comunità più consistente è quella Pentecostale, soprattutto quella Apostolica, e le Assemblee di Dio in Italia. A Grosseto sono inoltre presenti comunità di Evangelici Battisti.
Di rilevante importanza è il Centro Nazionale della Chiesa Evangelica Apostolica (Pentecostale), nonché Centro Studi Teologici, situato a Grosseto in via del Commendone.
Nella categoria del cristianesimo riformato, per la sua evoluzione storica e di principi, possiamo anche includere il movimento di Davide Lazzaretti il Giurisdavidismo, sviluppatosi nella zona del Monte Amiata nella seconda metà dell'Ottocento e conta ancora una comunità di alcune centinaia di fedeli.

### Comunità ebraiche

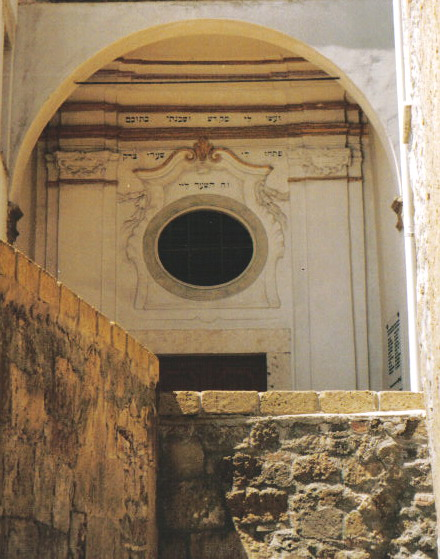
La Sinagoga di Pitigliano

Oltre ai cristiani, nel territorio provinciale si insediarono anche alcune comunità ebraiche delle quali però non si hanno notizie antecedenti al Quattrocento. Inizialmente le comunità ebraiche si insediarono a Grosseto, Campagnatico, Montemerano, Sovana e Pitigliano.
Nella seconda metà del Cinquecento, a seguito delle bolle pontificie di restrizione, le comunità ebraiche preferirono insediarsi nei piccoli Staterelli autonomi dove potevano integrarsi meglio con la popolazione locale e partecipare in modo integrato alla vita civile ed economica trovando accoglienza e protezione in cambio dell'esercizio di attività artigianali e commerciali. Le comunità ebraiche si rafforzarono così a Scarlino nell'ambito del Principato di Piombino, a Castell'Ottieri che all'epoca era controllato dai signori locali, a Scansano e Santa Fiora nella contea degli Sforza e a Pitigliano e Sorano nella Contea degli Orsini; anche Sovana mantenne fino a tutto il Seicento una comunità ebraica.
Quando le contee della parte meridionale della provincia di Grosseto passarono ai Medici e vennero inserite nel Granducato di Toscana, inizialmente gli ebrei furono costretti a chiudersi nei ghetti come avvenne nella prima metà del Seicento a Sorano e Pitigliano ma successivamente, quando i granduchi capirono l'importanza di queste comunità nella vita economica, vennero concessi loro alcuni privilegi.
Dalla seconda metà del Seicento in poi le comunità ebraiche di Scarlino iniziarono a spostarsi a Livorno, mentre quelle dei vari centri della Toscana meridionale e dello Stato Pontificio iniziarono ad insediarsi a Pitigliano, dove l'integrazione fu molto forte, al punto che questa località venne chiamata la piccola Gerusalemme. In seguito ci furono spostamenti anche verso Sorano, Scansano, Montemerano e Manciano dove la comunità ebraica raggiunse diverse unità.
Tuttavia il legame di tutte queste comunità rimaneva molto forte con la Sinagoga di Pitigliano. La popolazione cristiana di Pitigliano difese la comunità ebraica e il ghetto dal tentativo di saccheggio condotto dagli Aretini alla fine del Settecento. Lo stesso accadde durante il secondo conflitto mondiale ma l'intervento dei Pitiglianesi non riuscì a fermare il sensibile calo demografico della comunità ebraica che già aveva avuto inizio alla fine dell'Ottocento.
Pitigliano conserva ancora oggi la sinagoga sorta alla fine del Cinquecento, i locali per il Bagno Rituale, la Macelleria Kasher, il Forno delle Azzime e il Cimitero Ebraico al di là del torrente Meleta, le cui origini precedono quelle del tempio di alcuni decenni.
Anche Sorano ha mantenuto intatto il ghetto dove sorgevano la Sinagoga e il Forno delle Azzime; un'altra sinagoga, trasformata oggi in negozio, è stata identificata lungo via Selvi e risalirebbe ad epoche precedenti all'istituzione del ghetto.
Santa Fiora conserva il quartiere ebraico lungo via Lunga e attorno all'attuale Piazza del Ghetto: sembra che la sinagoga sorgesse in un edificio all'inizio di via Lunga.

### Altre religioni
Tra le altre confessioni religiose, spicca la comunità tibetana di Merigar West si è stabilita nell'area amiatina, nei pressi di Arcidosso, sul poggio sovrastante la Zancona, sulle pendici del Monte Labbro. Il tempio, fondato il 17 giugno 1981 dal maestro tibetano Namkhai Norbu, è divenuto una sede del Buddhismo tibetano in Italia, visitato anche dal Dalai Lama nel 1990. La comunità deve la sua denominazione alla Montagna di Fuoco (Merigar), per la natura vulcanica del sottosuolo.
Inoltre, dagli ultimi decenni del Novecento in poi, in numerosi centri della provincia si sono stabiliti numerosi fedeli di religione islamica provenienti da altre nazioni. La comunità islamica più numerosa è sicuramente quella di Grosseto che si riunisce per le preghiere del venerdì presso i locali del Centro Culturale Islamico.

## Monumenti e luoghi d'interesse

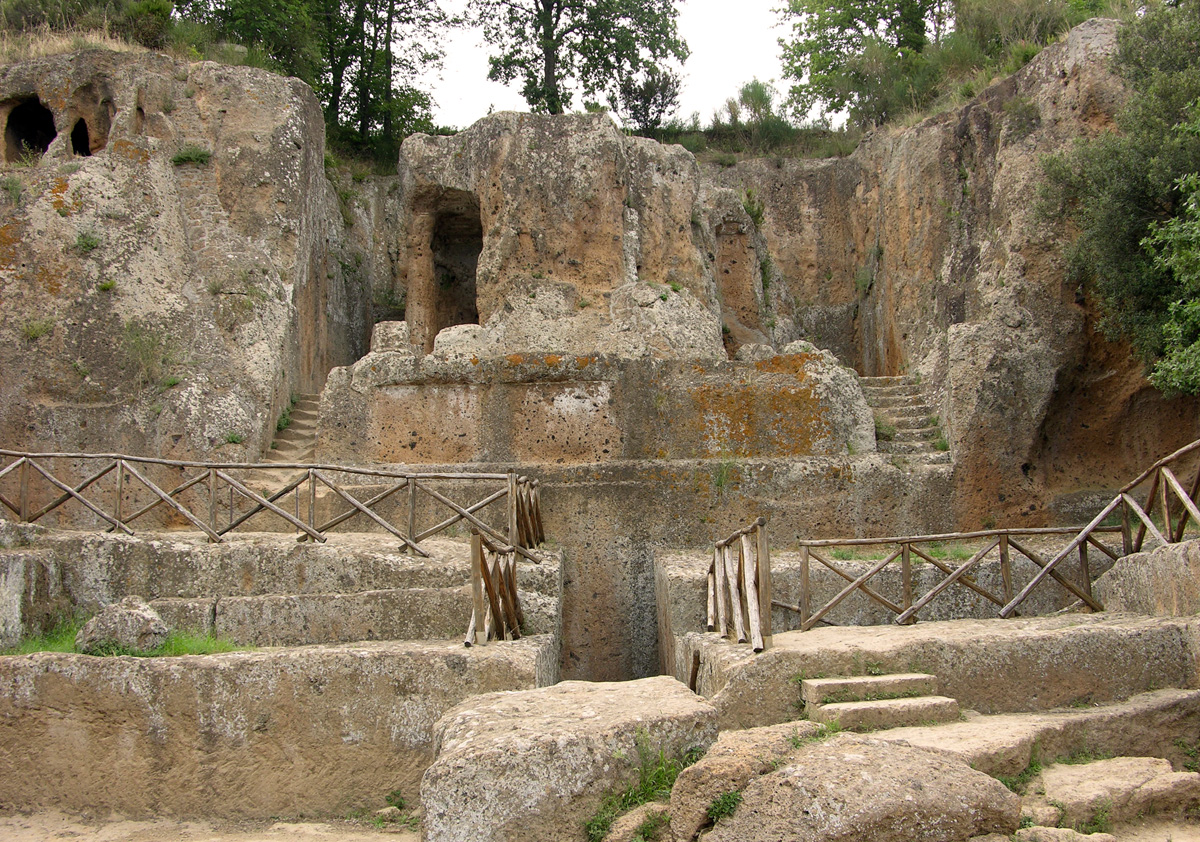
La Tomba Ildebranda di Sovana

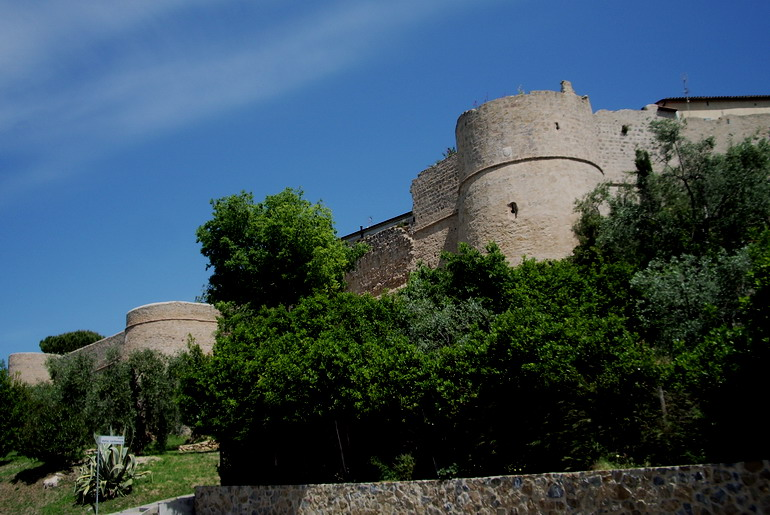
Le Mura di Magliano in Toscana

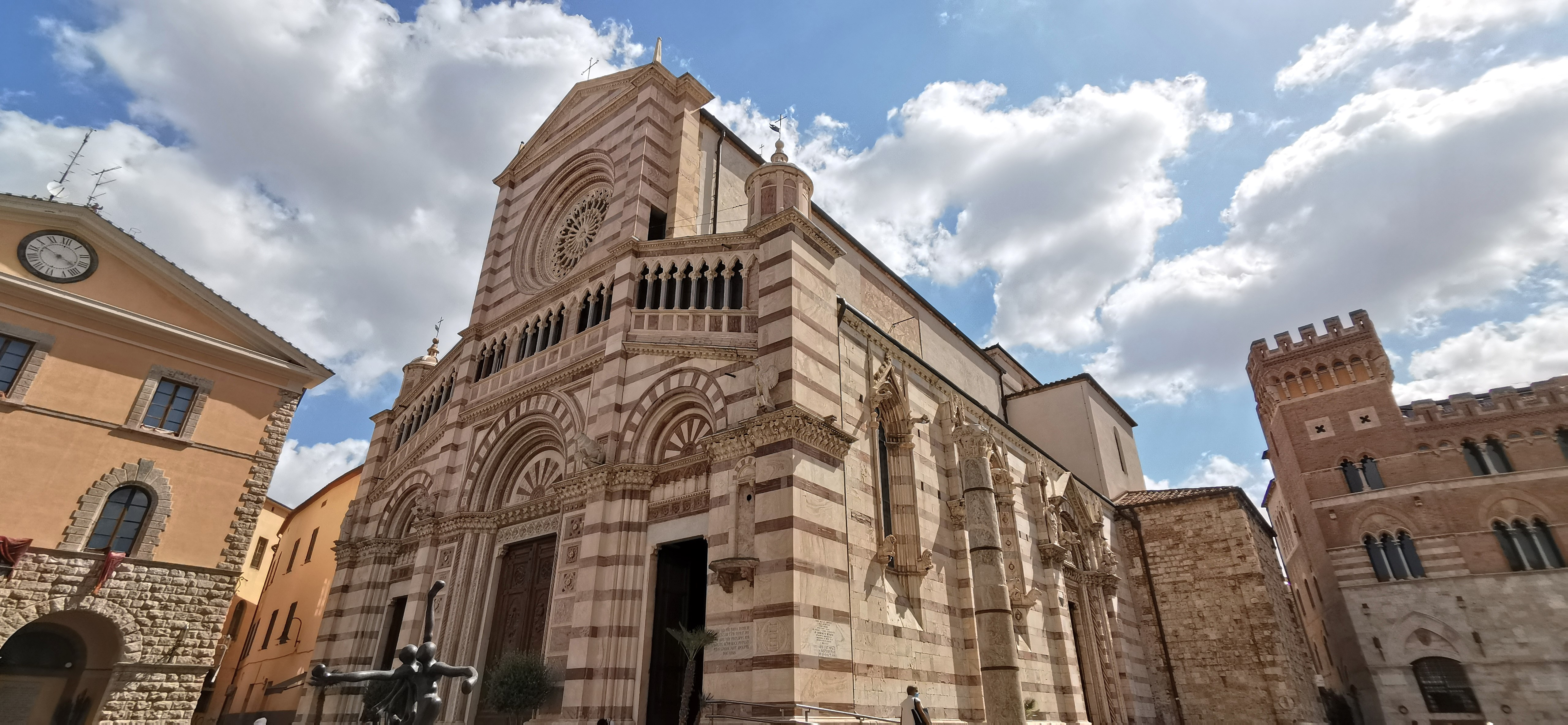
Il Duomo di Grosseto

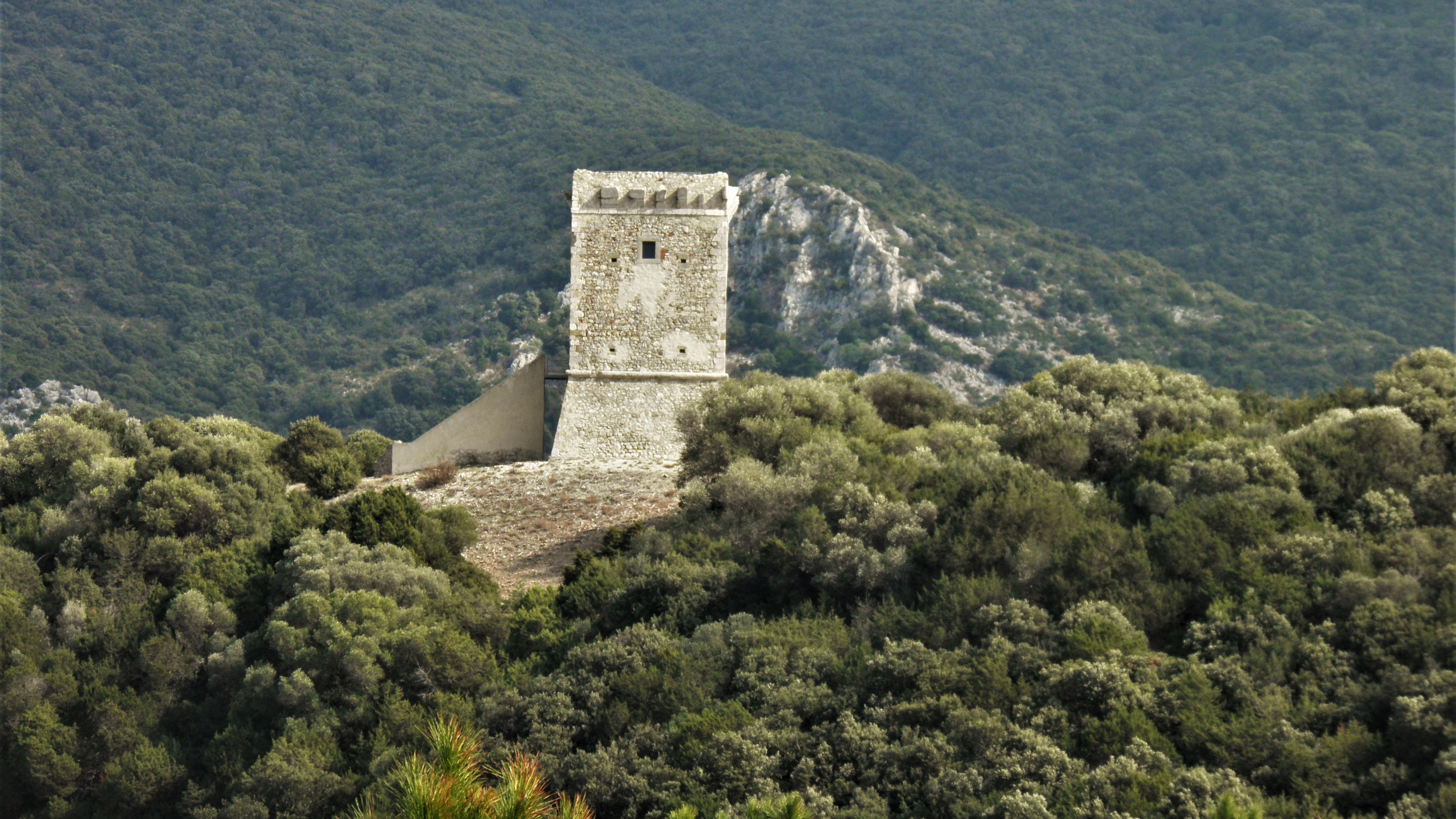
La Torre di Collelungo

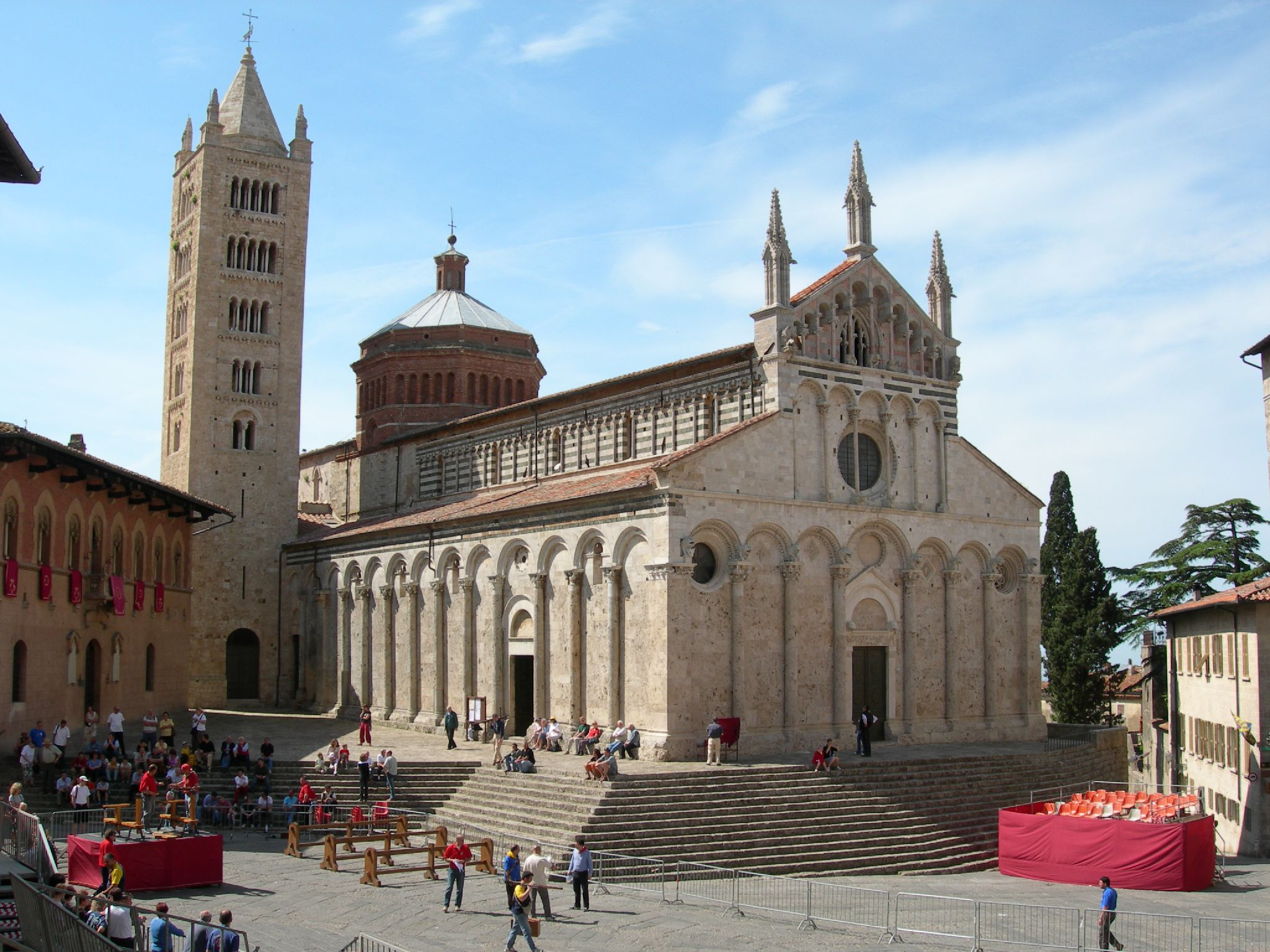
Il Duomo di Massa Marittima

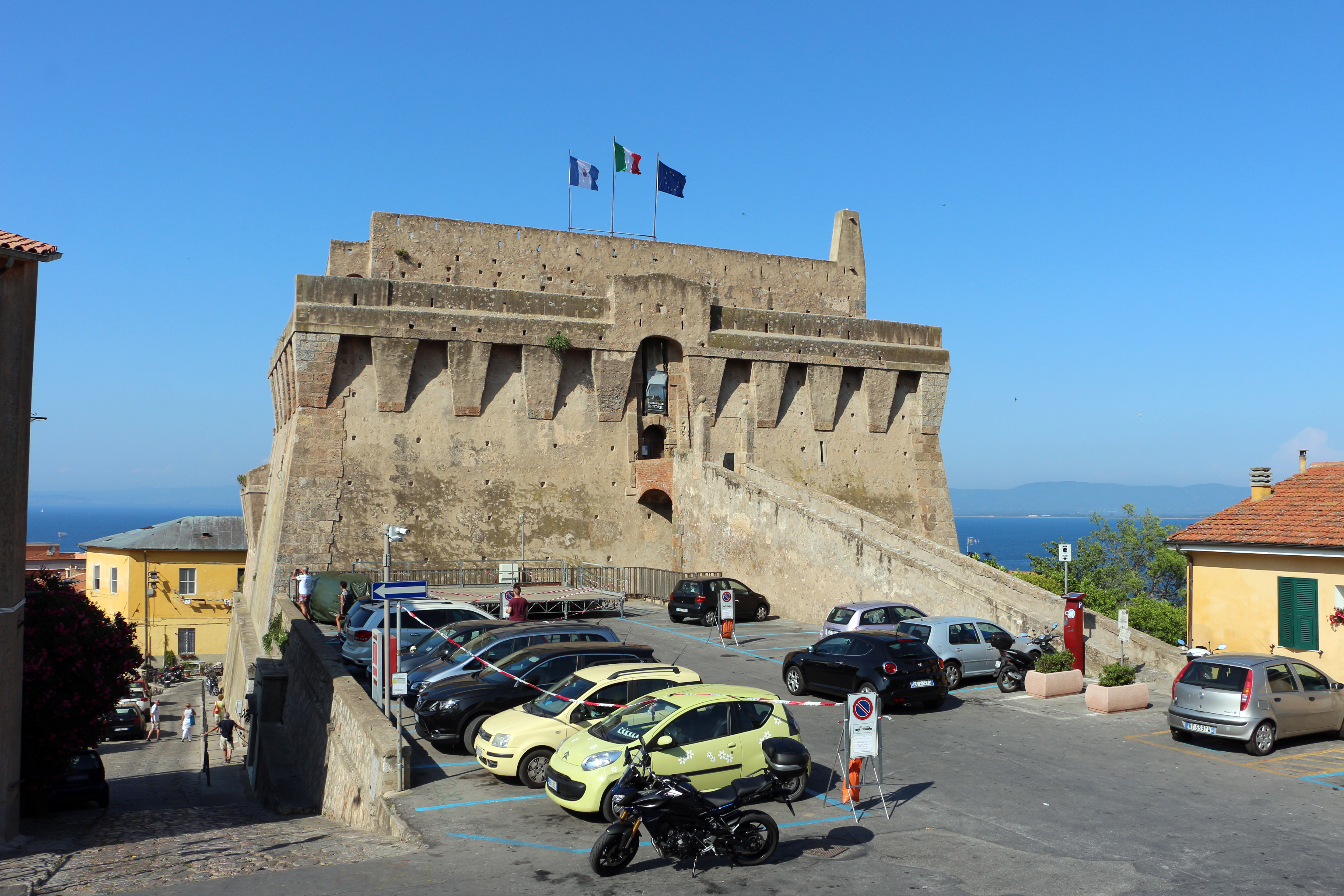
Porto Santo Stefano - La Fortezza Spagnola

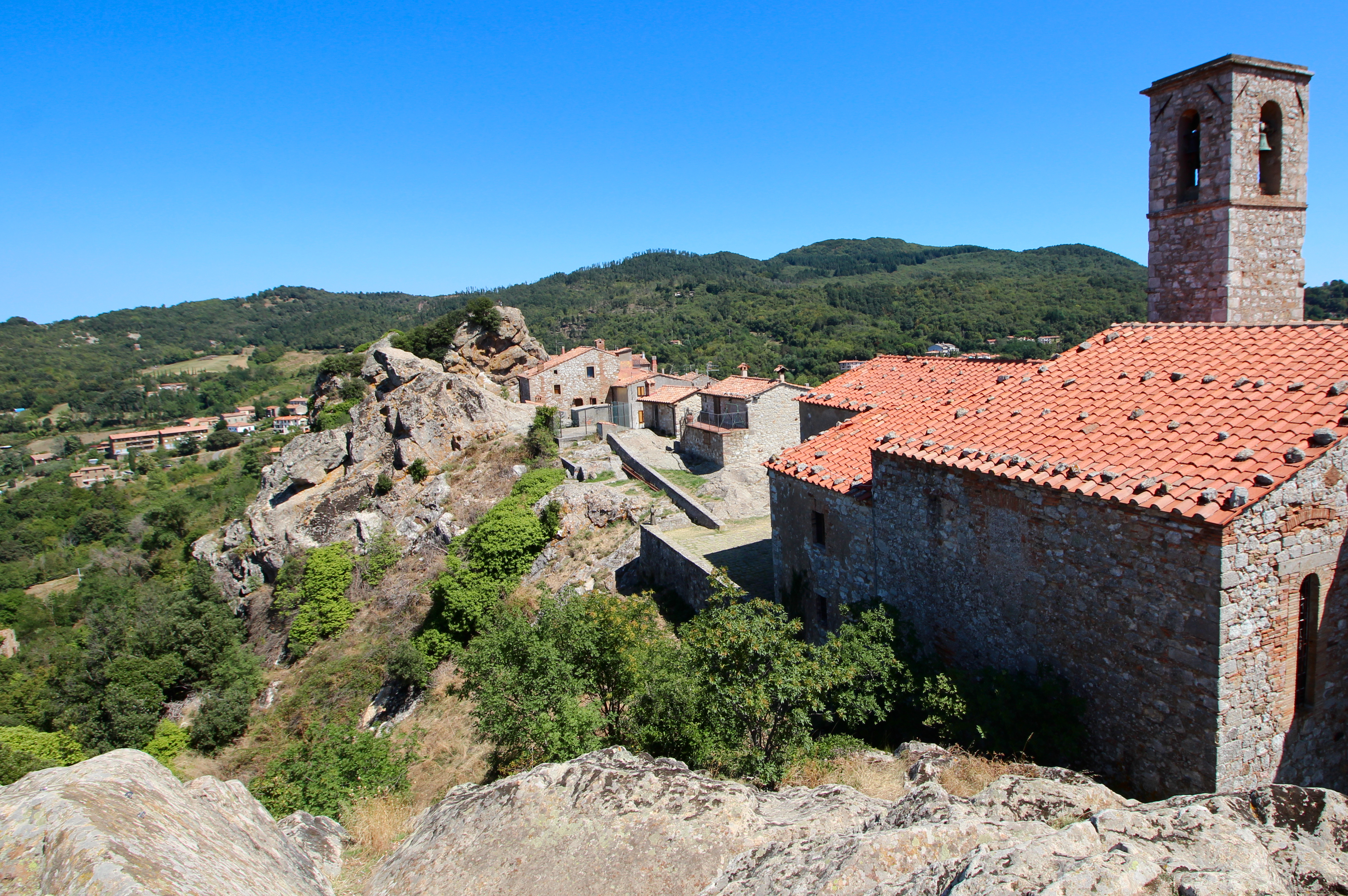
Roccatederighi - La Chiesa di San Martino Vescovo

### Aree archeologiche principali
- Cosa
- Parco archeologico Città del Tufo
- Sovana
- Poggio Buco
- Vitozza
- Pian di Palma
- Roselle
- Vetulonia

### Città murate
La quasi totalità delle località della provincia hanno avuto origini e sviluppo in epoca medievale, quando erano completamente racchiusi da cinte murarie fortificate, talvolta costruite su preesistenti strutture di epoca etrusca, che generalmente si sviluppavano attorno ai luoghi del potere feudale, in molti centri identificabili con la relativa Rocca aldobrandesca; le stesse mura, in alcune località, sono state ulteriormente fortificate dal Cassero Senese, negli anni in cui, queste, entravano a far parte della Repubblica di Siena.
In alcuni casi, le originarie mura furono ulteriormente ampliate o riqualificate durante il periodo rinascimentale, riuscendo quindi a pervenire quasi intatte fino ai giorni nostri. In tutti gli altri centri storici, invece, nel corso dei secoli successivi le originarie cerchie murarie possono essere state parzialmente incorporate nelle pareti esterne di edifici abitativi, oppure in gran parte danneggiate o abbattute per l'espansione dei nuclei abitati.
Tra le più conosciute e imponenti, sono da annoverare le mura di Grosseto per l'aspetto fortificato che conferiscono al centro storico cittadino, mentre quelle di Capalbio e di Magliano in Toscana spiccano per la pregevolezza che le caratterizza. Le cinte murarie presenti nella provincia superano le cinquanta unità.

### Centri storici
La quasi totalità dei centri storici dei comuni e delle frazioni della provincia di Grosseto sono di origini medievali e, talvolta, si sono sviluppati nei pressi di preesistenti insediamenti etruschi e romani. Tutte le località si caratterizzano, pertanto, per la presenza di palazzi e chiese, dove sono ravvisabili elementi stilistici romanici e gotici.
Fra i centri medievali più rilevanti vi è il centro storico di Santa Fiora, capitale della omonima contea prima aldobrandesca, poi sforzesca.
I centri più importanti si sono ulteriormente ampliati nelle epoche successive ed arricchiti anche di monumenti rinascimentali e/o barocchi. Nell'area tra Orbetello e il Argentario è ben evidente l'influsso stilistico portato dagli Spagnoli.
Tra l'Ottocento e il Novecento si sono verificati restauri e ricostruzioni in stile neogotico (Palazzo Aldobrandeschi a Grosseto, Palazzo Comunale di Montieri), grazie all'intenso lavoro dell'architetto Lorenzo Porciatti e della sua scuola.
Tra i centri storici di particolare rilevanza storico-artistica sono da ricordare:
- Grosseto
- Santa Fiora
- Massa Marittima
- Orbetello
- Pitigliano
- Porto Ercole
- Sorano
- Sovana
- Arcidosso

### Castelli, rocche e torri costiere
Durante il Medioevo il fenomeno dell'incastellamento ha favorito la costruzione e lo sviluppo di rocche e castelli nelle aree strategiche più isolate e in prossimità dei principali insediamenti, parallelamente alla nascita dei numerosi borghi medievali. Fra i più importanti castelli vanno ricordati, per le implicazioni storiche e istituzionali riferite alle varie epoche vi sono Santa Fiora, sede della casata degli Aldobrandeschi e degli Sforza e quindi della Contea di Santa Fiora, citata da Dante Alighieri nella Divina Commedia, e Arcidosso, successivamente sede organizzativa locale della Repubblica di Siena e del Granducato di Toscana, nonché il Castel di Pietra, nel territorio comunale di Gavorrano, per la leggenda della Pia de' Tolomei, rievocata da Dante Alighieri nella Divina Commedia.
Lungo la fascia costiera, furono erette fortificazioni e torri con funzioni difensive e di avvistamento, che potevano comunicare tra loro grazie all'emissione di segnali luminosi. Il sistema difensivo costiero si è sviluppato, a più riprese, tra il periodo medievale ed il Cinquecento inoltrato, quando la linea di costa era controllata a nord dal Principato di Piombino, nella parte intermedia e all'estremo sud dal Granducato di Toscana e nell'area tra Talamone e l'Argentario dallo Stato dei Presidi.

### Chiese
La provincia di Grosseto conta un gran numero di luoghi di culto, quasi tutti di origini medievali, tra i quali spiccano 5 cattedrali: il Duomo di Massa Marittima in stile romanico, il Duomo di Grosseto in stile romanico-gotico, il Duomo di Orbetello in stile gotico e con decorazioni barocche all'interno, il Duomo di Sovana in stile romanico con elementi preesistenti paleocristiani, il Duomo di Pitigliano in stile barocco ma col campanile che ricorda le origini medievali.
Nei centri minori vi sono chiese parrocchiali e pievi, prevalentemente in stile romanico o gotico; talvolta, pievi e cappelle rurali possono trovarsi isolate nelle campagne, soprattutto in prossimità di alcuni castelli.
Le abbazie, anch'esse di origini medievali, sorgono invece isolate dai centri abitati, essendosi sviluppate presso gli antichi luoghi monastici. Da segnalare il Convento della Presentazione al Tempio sul Monte Argentario, che costituisce la casa madre della Congregazione dei Padri Passionisti.

### Sinagoghe
- Sinagoga di Pitigliano
- Sinagoga di Sorano

### Gompa
- Gompa di Merigar West (Arcidosso)

## Economia

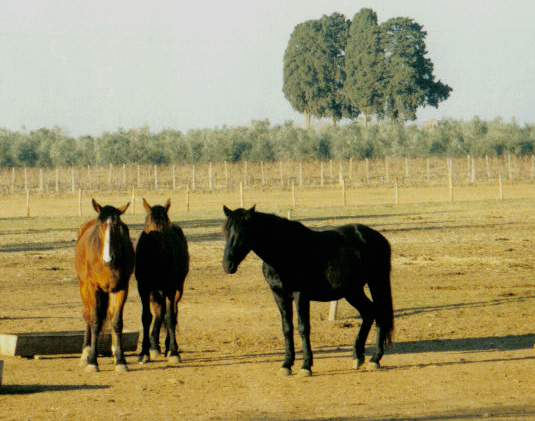
Cavalli autoctoni nella prateria maremmana

Il territorio della provincia di Grosseto è stato riconosciuto come primo distretto rurale d'Europa, a seguito del recepimento della normativa comunitaria attraverso il D.Lgs 228/01, grazie alla vocazione per l'agricoltura, all'elevata qualità dei prodotti e alla tutela e salvaguardia dell'immenso patrimonio ambientale e paesaggistico.
A livello artigianale prevale la logica della piccola-media impresa, anche a livello familiare, che risulta significativa nei principali centri urbani; la grande industria è presente soltanto nel distretto del Casone tra Follonica e Scarlino, dove prevale il polo chimico (Gruppo Solmar ed il Gruppo Huntsman).
Grosseto ospita la sede centrale della catena di profumerie La Gardenia, dell'industria di abbigliamento Mabro, della fabbrica di prodotti plastici Eurovinil, dell'industria specializzata nella fabbricazione di prodotti in vetroresina, tra i quali anche i caschi da moto e da auto Vemar e di un'importante azienda di commercio di pavimenti, rivestimenti, materiali idraulici e sanitari, la Metalmaremma presente nelle aree di Grosseto, Siena, Livorno e Viterbo.
Sempre a Grosseto ha sede la IGS (Innovative Gas System, parte di una multinazionale statunitense) che sviluppa impianti di produzione di ossigeno e azoto. L'azienda è importantissima per la sua tecnologia avanzata, ed esporta in Asia ed Africa.
Per quanto riguarda l'industria alimentare spiccano la Latte Maremma, che produce latte e derivati con sede a Grosseto, e la Corsini, che produce pane e dolci per il mercato nazionale e internazionale con sede a Castel del Piano.
Importante è anche il polo agricolo di Albinia dove ha sede la Copaim ed una filiale di Conserve Italia importantissimo per la lavorazione del pomodoro, con una capacità di lavorazione di 85.000 tonnellate all'anno, è il secondo stabilimento produttivo di pomodoro di Conserve Italia.
Di una certa rilevanza è anche il Cantiere Navale dell'Argentario di Porto Santo Stefano, uno dei più importanti cantieri italiani per il restauro di barche d'epoca,
per il resto le piccole e medie imprese della provincia si concentrano principalmente nel manifatturiero.
Lo stile country che avvolge tutto il territorio, ben rappresentato dai butteri con il loro modo di vestire, è stato oggetto di ispirazione per l'azienda di abbigliamento di livello internazionale, Capalbio.

### Approvvigionamento idrico
L'approvvigionamento idrico è reso possibile dal più grande acquedotto della Toscana e da uno dei più estesi d'Italia, l'Acquedotto del Fiora, operante nell'Ato n. 6 Ombrone della regione Toscana.
Questa infrastruttura interregionale, sorta a partire dagli anni 1930, convoglia l'acqua a tutto il territorio provinciale, dopo averla raccolta e raccordata dalle numerosi sorgenti presenti sul Monte Amiata, tra cui anche quella del fiume Fiora.
Per far fronte ai ricorrenti episodi di siccità estiva, sono stati realizzati numerosi invasi, sia nelle aree pianeggianti che in quelle collinari, mentre lungo la fascia costiera sono allo studio di fattibilità alcuni progetti per la realizzazione di impianti di dissalazione, che andrebbero ad aggiungersi a quello già esistente ed in funzione all'Isola del Giglio.

### Energia elettrica

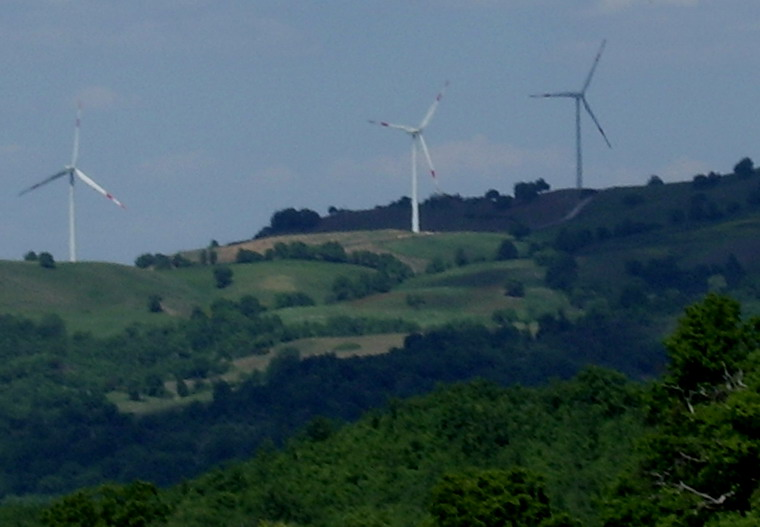
Parziale veduta del Parco eolico dei Poggi Alti

Nel territorio provinciale vanno segnalate le risorse geotermiche presenti nella zona delle Colline Metallifere presso Monterotondo Marittimo e a Santa Fiora nell'area del Monte Amiata.
Nel primo caso, la risorsa di energia geotermica è riuscita a rendere autosufficiente il consumo di riscaldamento nel comune di Monterotondo Marittimo, nel secondo caso, invece, l'obiettivo da raggiungere è quello di rendere completamente
autonoma l'area dei comuni dell'Amiata, sia nel versante grossetano che in quello senese.
Nel gennaio 2007 c'è stata, inoltre, l'apertura del Parco eolico dei Poggi Alti, sulla vetta di una collina a nord-est di Scansano. Con dieci aerogeneratori da 2 MW ciascuno, ha l'obiettivo di rendere autosufficienti in futuro i vari comuni del territorio delle Colline dell'Albegna e del Fiora.
Nel giugno 2008 sono terminati i lavori di realizzazione del Parco fotovoltaico di Sticciano, nel comune di Roccastrada, con 137 inseguitori solari che consentiranno la produzione di 1 MWe, in grado di rendere autosufficienti oltre 500 nuclei familiari, con una diminuzione delle emissioni di anidride carbonica di almeno 950 Mg.

### Smaltimento dei rifiuti
La parte indifferenziata dei rifiuti domestici prodotti in provincia di Grosseto viene parzialmente smaltita dal cogeneratore di Scarlino, impianto di incenerimento capace di produrre energia elettrica, situato nella zona industriale dell'omonimo comune, nella Piana del fiume Pecora (area settentrionale del territorio provinciale).
La parte non smaltibile dei rifiuti viene messa a discarica, mentre i rifiuti speciali e quelli industriali vengono inviati fuori provincia per il loro smaltimento.
Da segnalare, infine, la presenza in varie località, tra cui Grosseto, di impianti di raccolta e depurazione dei liquami, affinché possa essere diminuito ulteriormente l'impatto di smaltimento.

### Turismo

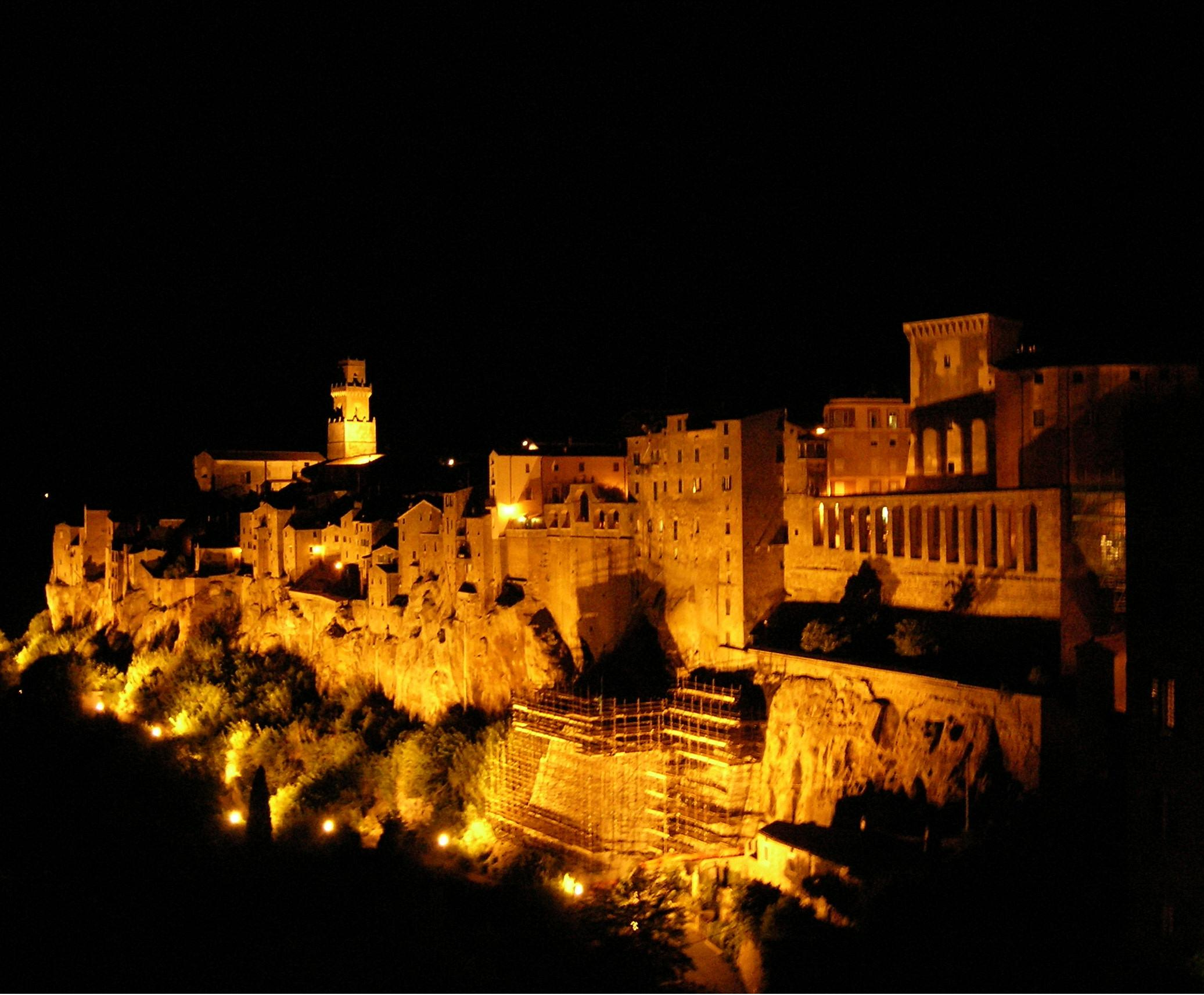
Suggestiva veduta notturna di Pitigliano

La principale risorsa per la provincia è costituita dal turismo che, nella stagione estiva, fa decuplicare la popolazione presente.
Quello balneare, grazie alla bellezza dei luoghi e al clima favorevole durante tutto l'anno, risulta essere l'elemento trainante del settore. Numerose località della fascia costiera, oltre a costituire la seconda residenza, sono il luogo di adozione scelto da numerose autorevoli personalità in campo politico, industriale e culturale e da personaggi del mondo dello spettacolo, che hanno contribuito a diffondere l'immagine della Maremma nel mondo. Capalbio, Monte Argentario, Talamone, Castiglione della Pescaia e Punta Ala costituiscono i principali punti di riferimento per il turismo balneare di élite.
Il turismo culturale sta vivendo una fase di crescita, grazie alle numerose aree archeologiche (Cosa, Parco archeologico Città del Tufo, Roselle, Vetulonia, ecc.) e ai caratteristici centri storici (Grosseto, Massa Marittima, Orbetello, Pitigliano, Sorano, Sovana, ecc.), dove si mischiano atmosfere medievali e rinascimentali.
Il turismo rurale, in forte e costante espansione, può contare su un elevatissimo numero di agriturismi, grazie alle numerose aree protette presenti che hanno mantenuto pressoché inalterati i paesaggi e gli habitat naturali (su tutti il Parco naturale della Maremma).
Infine, rivestono la loro importanza anche il turismo montano estivo ed invernale, che interessa la zona del Monte Amiata dove in inverno si può sciare, e quello termale, grazie alle rinomatissime Terme di Saturnia presso l'omonima località del comune di Manciano e alle emergenti Terme di Petriolo nel comune di Civitella Paganico; da alcuni anni sono state rilanciate anche le Terme di Sorano, presso l'antica Pieve di Santa Maria dell'Aquila. Le Terme dell'Osa (nei pressi di Talamone) e le Terme di Roselle (presso l'omonima località del comune di Grosseto) attendono, per vicende diverse, un rilancio e una migliore valorizzazione nel futuro prossimo.

## Cultura

Balestro del Girifalco

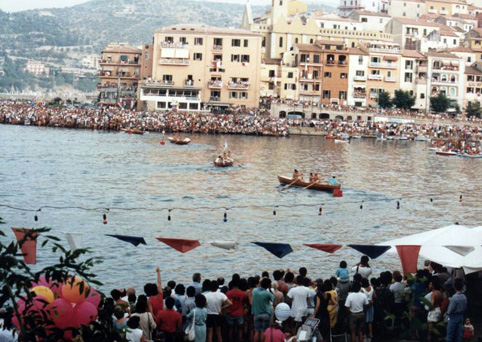
Palio marinaro dell'Argentario

### Tradizioni e folclore
| Periodo                                       | Evento                                          | Località              |
| --------------------------------------------- | ----------------------------------------------- | --------------------- |
| quarta domenica di maggio e seconda di agosto | Balestro del Girifalco                          | Massa Marittima       |
| luglio-settembre                              | Festival Internazionale "Santa Fiora in Musica" | Santa Fiora           |
| luglio                                        | Capalbio Corto Film Festival                    | Capalbio              |
| febbraio                                      | Carnevale Follonichese                          | Follonica             |
| ultima domenica di luglio                     | Corsa dei Barchini                              | Orbetello             |
| ultima settimana di luglio e prima di agosto  | Festival delle Crociere                         | Orbetello             |
| agosto                                        | Festambiente                                    | Rispescia (Grosseto)  |
| primo fine settimana di agosto                | Festa del Medioevo                              | Roccatederighi        |
| 14 agosto                                     | Palio di Roccatederighi - Corsa dei ciuchi      | Roccatederighi        |
| 15 agosto                                     | Palio marinaro dell'Argentario                  | Porto Santo Stefano   |
| terza domenica di agosto                      | Palio dei Somari                                | Bagnolo (Santa Fiora) |
| ultimo fine settimana di agosto               | Palla eh!                                       | Vetulonia             |
| prima domenica di settembre                   | Palio delle Contrade - Corsa dei ciuchi         | Vetulonia             |
| 8 settembre                                   | Palio delle Contrade                            | Castel del Piano      |
| 19 marzo                                      | Torciata di San Giuseppe                        | Pitigliano            |
| agosto                                        | Petilia Festival                                | Pitigliano            |
| Primo week-end di settembre                   | Festa del vino e delle cantine                  | Pitigliano            |

### Musei
La provincia di Grosseto, anche per il fatto di estendersi su un vasto territorio eterogeneo, possiede numerosi musei.
I principali sono quelli legati all'archeologia e alla civiltà etrusco-romana, come nel caso del Museo archeologico e d'arte della Maremma di Grosseto, il più importante di tutta la provincia, ma degni di nota e particolarmente significativi sono anche il Museo archeologico di Massa Marittima, il Museo civico archeologico Isidoro Falchi di Vetulonia e il Museo archeologico nazionale di Cosa, ad Ansedonia, unico tra tutti i musei del territorio di competenza statale. Non meno importanti sono invece i musei dedicati all'arte medievale e rinascimentale, come il Museo d'arte sacra di Massa Marittima, il Museo d'arte sacra della diocesi di Grosseto e il Museo di Palazzo Orsini di Pitigliano, mentre unico nel suo genere è il MAGMA di Follonica, dedicato all'arte della ghisa e della siderurgia. Numerosi sono poi i piccoli musei sparsi nella Maremma che documentano la storia, le usanze e le tradizioni locali. Per quanto riguarda l'arte contemporanea, si contano nella provincia vari giardini e parchi artistici, tra cui sono da segnalare il Giardino dei Tarocchi di Niki de Saint Phalle a Capalbio, e il Giardino di Daniel Spoerri a Seggiano.

#### Musei di Maremma
I numerosi musei della provincia fanno parte dal 2004 della rete museale provinciale Musei di Maremma, che regola e promuove le più significative strutture sparse nei comuni del territorio. I musei della rete sono suddivisi per aree geografiche.
Colline Metallifere
- Museo delle arti in ghisa nella Maremma (Follonica)
- Pinacoteca civica di Follonica (Follonica)
- Centro di documentazione etrusco Rocca di Frassinello (Gavorrano)
- Parco minerario naturalistico di Gavorrano (Gavorrano)
- Antica falegnameria (Massa Marittima)
- Antico frantoio (Massa Marittima)
- Aquarium Mondo Marino (Valpiana, Massa Marittima)
- Museo archeologico di Massa Marittima (Massa Marittima)
- Museo degli organi Santa Cecilia (Massa Marittima)
- Museo della miniera (Massa Marittima)
- Museo di San Pietro all'Orto: Museo di arte sacra e Collezione d'arte contemporanea (Massa Marittima)
- Parco archeologico del Lago dell'Accesa (La Pesta, Massa Marittima)
- Torre del Candeliere e Cassero Senese (Massa Marittima)
- Museo della civiltà rurale della rocca di Montemassi (Montemassi, Roccastrada)
- Centro di documentazione del territorio per gli Etruschi (Scarlino)
- Centro di documentazione del territorio Riccardo Francovich (Scarlino)
- Museo archeologico di Portus Scabris (Puntone di Scarlino)

Monte Amiata
- Centro visite del parco faunistico e delle riserve naturali del Monte Amiata (Arcidosso)
- Centro studi David Lazzaretti (Arcidosso)
- Museo di arte e cultura orientale (Arcidosso)
- Giardino di Piero Bonacina (Montegiovi, Castel del Piano)
- Museo della vite e del vino (Montenero d'Orcia, Castel del Piano)
- Raccolta d'arte di Palazzo Nerucci (Castel del Piano)
- Sentiero e gallerie minerarie del Cornacchino (Castell'Azzara)
- Casa museo di Monticello Amiata (Monticello Amiata, Cinigiano)
- Museo delle miniere di mercurio del Monte Amiata (Santa Fiora)
- Museo della focarazza (Santa Caterina, Roccalbegna)
- Museo dell'olio (Seggiano)
- Museo mineralogico di Semproniano (Semproniano)

Piana di Grosseto
- Museo archeologico e d'arte della Maremma (Grosseto)
- Museo d'arte sacra della diocesi di Grosseto (Grosseto)
- Museo di storia naturale della Maremma (Grosseto)
- Museo collezione Gianfranco Luzzetti (Grosseto)
- Giardino d'artista Viaggio di ritorno (Castiglione della Pescaia)
- Museo civico archeologico Isidoro Falchi (Vetulonia, Castiglione della Pescaia)
- Museo multimediale della Casa Rossa Ximenes (Castiglione della Pescaia)

Colline dell'Albegna e del Fiora
- Museo di preistoria e protostoria della Valle del Fiora (Manciano)
- Museo archeologico di Saturnia (Saturnia, Manciano)
- Polo culturale Pietro Aldi (Saturnia, Manciano)
- Museo archeologico e della vite e del vino (Scansano)

Area del tufo
- Museo archeologico all'aperto Alberto Manzi (Pitigliano)
- Museo civico archeologico di Pitigliano (Pitigliano)
- Museo di Palazzo Orsini (Pitigliano)
- Percorso ebraico: Museo ebraico, sinagoga e ghetto (Pitigliano)
- Museo civico archeologico di Sorano (Sorano)
- Parco archeologico Città del Tufo (Sorano)
- Polo museale di Sovana (Sovana, Sorano)

Costa d'Argento
- Acquario mediterraneo della Costa d'Argento (Porto Santo Stefano, Monte Argentario)
- Centro studi Don Pietro Fanciulli (Porto Santo Stefano, Monte Argentario)
- Mostre permanenti della Fortezza Spagnola (Porto Santo Stefano, Monte Argentario)
- Orto botanico Corsini (Porto Ercole, Monte Argentario)
- Acquario della Laguna di Orbetello (Talamone, Orbetello)
- Museo archeologico di Orbetello (Orbetello)
- Museo archeologico nazionale di Cosa (Ansedonia, Orbetello)
- Museo della cultura contadina (Albinia, Orbetello)

#### Altri musei
- Mostra permanente sulla storia di Prata (Prata)
- Museo dei giubbonai (Pitigliano)
- Museo dei vecchi attrezzi (Roccatederighi)
- Museo della filarmonica Pietro Mascagni (Poggio Murella)
- Museo della mineralogia e della geologia (Giglio Castello)
- Museo della vite e del vino (Roccastrada)
- Museo di storia locale Ildebrando Imberciadori (Montepescali)

#### Parchi artistici
- Giardino dei Suoni (Boccheggiano)
- Giardino dei Tarocchi (Capalbio)
- Giardino di Daniel Spoerri (Seggiano)
- Giardino di Piero Bonacina (Montegiovi)
- Viaggio di ritorno (Buriano)

### Teatri
- Teatro degli Industri, Grosseto
- Teatro Comunale, Santa Fiora
- Teatro Moderno, Grosseto
- Anfiteatro Romano, Roselle
- Parco di Pietra, Roselle
- Teatro degli Unanimi, Arcidosso
- Sala Teatrale, Boccheggiano
- Teatro Amiatino, Castel del Piano
- Teatro Comunale, Castell'Azzara

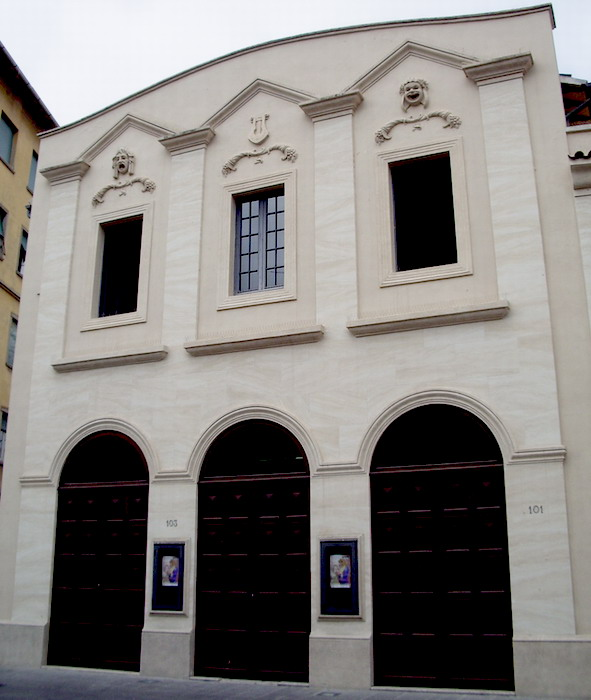
Il Teatro degli Industri a Grosseto

- Teatro Auditorium Comunale, Cinigiano
- Teatrino Comunale, Civitella Marittima
- Teatro delle Rocce, Gavorrano
- Teatro Salvini, Pitigliano
- Teatro dei Concordi, Roccastrada
- Teatro Castagnoli, Scansano
- Teatro Fonderia Leopolda, Follonica

### Enogastronomia

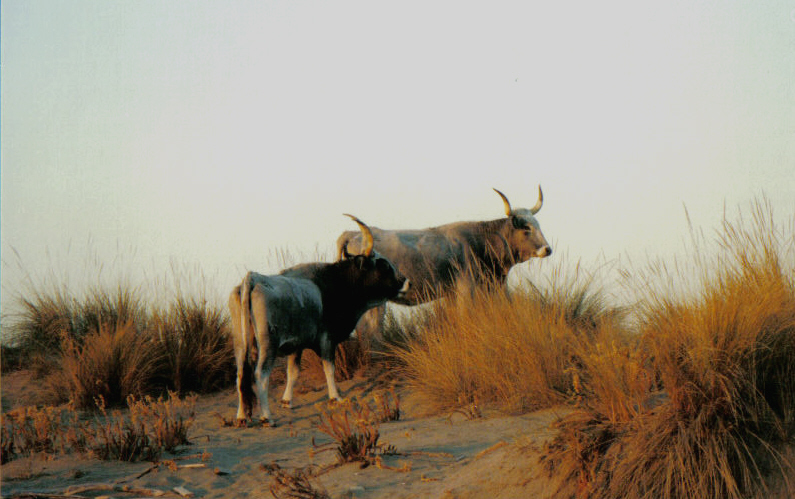
I Buoi maremmani che forniscono la pregiatissima carne maremmana

Negli ultimi anni, si è incrementato notevolmente anche il turismo enogastronomico che può contare sulla carne bovina di razza maremmana, sulla cacciagione, sull'olio (l'Olivastra seggianese ha ottenuto nel 2005 il riconoscimento DOP) e, soprattutto sul vino. Nel territorio della provincia di Grosseto ritroviamo la denominazione Maremma Toscana IGT e, tra le DOC, il Morellino di Scansano, il Montecucco, il Monteregio di Massa Marittima, il Parrina, il Capalbio, il Sovana, il Bianco di Pitigliano e l'Ansonica Costa dell'Argentario.
Tra i vitigni a bacca rossa il più diffuso risulta essere il Sangiovese, ma negli ultimi anni, grazie ad ingenti investimenti, vengono prodotti molti super tuscans grazie anche all'impiego di Merlot, Cabernet-sauvignon, Cabernet franc, Alicante e Petit Verdot (quest'ultimo vitigno nell'area in prossimità della costa riesce a dare ogni anno ottimi risultati grazie all'intenso soleggiamento, alla costante ventilazione e alle temperature elevate durante la fase vegetativa). Tra i bianchi prevalgono su tutti il Trebbiano, il Vermentino e l'Ansonica nell'area dell'Argentario e all'isola del Giglio (quest'ultimo per maturare necessita le condizioni climatiche tipiche di questa zona con intenso soleggiamento, temperature elevate e precipitazioni scarse o assenti durante la fase vegetativa).
Nel campo alimentare, rivestono notevole importanza anche l'acquacoltura ad Orbetello e le industrie casearie sparse in tutto il territorio, tra le quali spiccano i caseifici di Sorano (famosissimo il Pecorino stravecchio), Manciano (ricotta) e dell'area amiatina, dove si affiancano all'altrettanto rinomata produzione di castagne e marroni che hanno ottenuto il riconoscimento DOP.
Da segnalare, infine, la ricchezza di tartufi di ottima qualità nelle pinete costiere (marzoli) e nell'area attorno a Castell'Azzara.
Di ottima qualità sono le già citate carni bovine di razza maremmana provenienti da capi allevati allo stato brado e, in generale, il pesce di acquacoltura di Orbetello (orate, branzini, ecc.), dove è rinomata anche la Bottarga di Muggine.
La cucina si caratterizza, pertanto, per piatti a base di carne e di pesce e per zuppe elaborate sfruttando i prodotti dell'agricoltura locale.
| Antipasti                                         | Primi piatti                 | Secondi piatti                      | Dolci e frutta            |
| ------------------------------------------------- | ---------------------------- | ----------------------------------- | ------------------------- |
| Crostini dei Butteri                              | Acquacotta                   | Buglione                            | Castagna del Monte Amiata |
| Crostini alla bottarga di muggine                 | Caldaro dell'Argentario      | Filetti di branzino all'Orbetellana | Panficato                 |
| Pecorino stravecchio di Sorano con miele e pinoli | Nidi di Rondine Duecenteschi | Bistecche di cinghiale              | Sfratti di Pitigliano     |
|                                                   | Pappardelle al cinghiale     | Cinghiale in dolceforte             | Schiacciata con l'uva     |
|                                                   | Pici all'Ardenghesca         | Carne maremmana all'Aldobrandesca   |                           |
|                                                   | Tagliolini alla Buttera      | Peposo di carne maremmana           |                           |
|                                                   | Tortelli maremmani           |                                     |                           |
|                                                   | Zuppa arcidossina            |                                     |                           |

#### Prodotti DOP e IGP
Secondo i dati del Masaf aggiornati a luglio 2024, la provincia di Grosseto vanta 14 prodotti DOP e IGP, collocandosi al secondo posto tra le province toscane con il maggior numero di prodotti DOP e IGP.
Di seguito l'elenco dei prodotti DOP e IGP grossetani in ordine alfabetico:
- Agnello del Centro Italia
- Cantuccini/Cantucci Toscani
- Castagna del Monte Amiata
- Cinta Senese
- Finocchiona
- Mortadella Bologna
- Olio Seggiano
- Olio Toscano
- Pane Toscano
- Pecorino Romano
- Pecorino Toscano
- Prosciutto Toscano
- Salamini italiani alla cacciatora
- Vitellone bianco dell'Appennino Centrale

## Infrastrutture e trasporti

### Viabilità

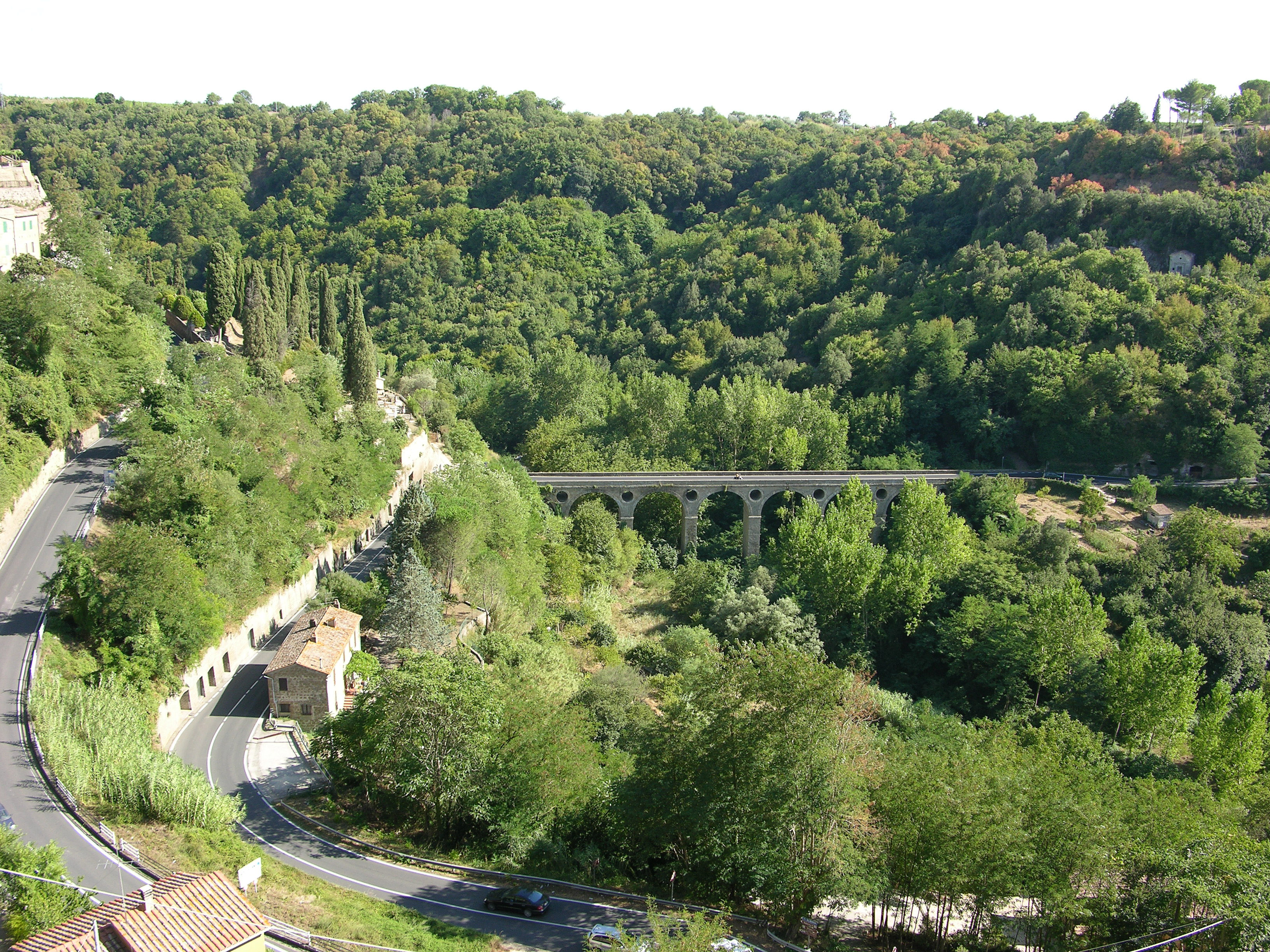
La Strada Statale Maremmana presso Pitigliano

Quella di Grosseto è una delle poche province italiane a non essere attraversate da arterie autostradali.
Per raggiungere l'Italia settentrionale e il versante adriatico è necessario immettersi nella Strada statale 223 di Paganico che conduce fino a Siena, da dove è possibile proseguire sia verso Firenze e le altre città del nord, sia verso Arezzo, Perugia e Fano: lungo la tratta tra Grosseto e Fano è in fase di realizzazione la cosiddetta Superstrada dei Due Mari.
Lungo l'asse tra Genova e Roma, i collegamenti stradali sono possibili grazie alla Via Aurelia che conduce fino al casello di Civitavecchia dell'Autostrada A12 procedendo verso sud, mentre andando verso nord si raggiunge la medesima autostrada al casello di Rosignano Marittimo attraverso la cosiddetta Variante Aurelia (a carreggiate separate e con due corsie per ogni senso di marcia): la A12 è incompleta proprio nel lungo tratto tra Civitavecchia e Rosignano Marittimo.
L'assenza di tratti autostradali ha diviso in due l'opinione pubblica locale e nazionale. Da un lato ci sono coloro che sono favorevoli al completamento autostradale del cosiddetto Corridoio tirrenico (progetto avanzato già a partire dalla metà del secolo scorso) che, secondo il loro punto di vista, permetterebbe un ulteriore sviluppo di tutto il territorio provinciale; dall'altro lato, l'idea di un'autostrada che attraverserebbe da nord a sud la Maremma è vista come un possibile scempio ambientale e paesaggistico (idea portata avanti anche da numerosi esponenti intellettuali, oltre che da numerose comunità locali).
Tra le vie di comunicazioni secondarie sono da segnalare anche la Strada statale 74 Maremmana, che da Albinia arriva fino ad Orvieto attraverso Pitigliano e il Lago di Bolsena, e la Strada statale 439 Sarzanese Valdera, che da Massa Marittima giunge fino alla Versilia attraverso le Colline Metallifere, la Valdelsa e la Piana di Lucca.

### Ferrovie

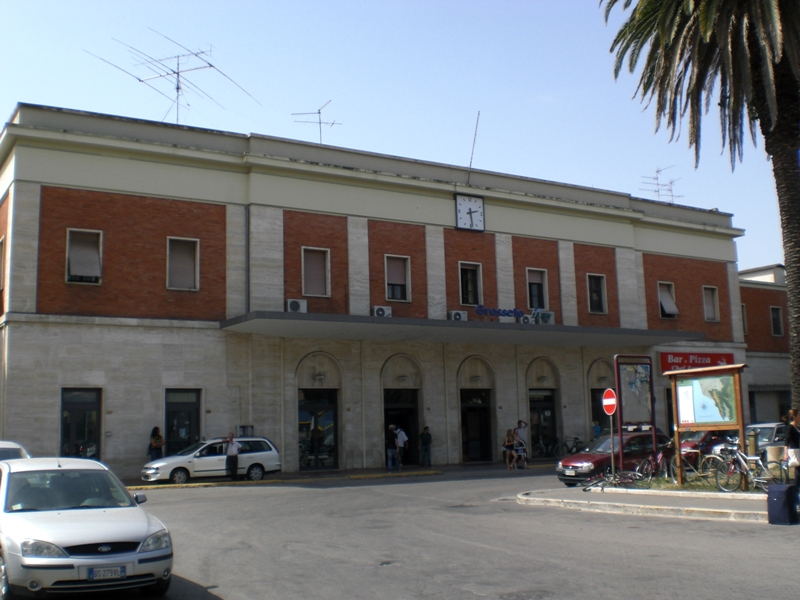
La Stazione di Grosseto

La provincia di Grosseto è attraversata da nord a sud dalla ferrovia Tirrenica, tratto della linea che collega le città di Genova e Roma. La stazione di Grosseto è posto di blocco della quasi totalità dei treni in transito, mentre nelle stazioni di Follonica e di Orbetello-Monte Argentario fermano tutti i convogli regionali ed interregionali, buona parte dei treni diretti e alcuni intercity; in tutte le altre stazioni ferroviarie fermano solo alcuni treni pendolari a carattere locale.
Dalla stazione di Montepescali, una diramazione secondaria a binario unico senza cavi elettrici dà origine alla linea Grosseto-Siena che, a Monte Antico, prosegue nel suo tronco principale per Buonconvento, mentre si ramifica nel tratto dismesso Monte Antico-Asciano, usato per gite in littorine d'epoca: entrambi i percorsi si ricongiungono a pochi chilometri da Siena.
Da segnalare, infine, la Ferrovia Giuncarico-Ribolla (mineraria), la linea mineraria dismessa tra Follonica e Massa Marittima, la Ferrovia Cana-Arcille-Rispescia e la Ferrovia Cana-Arcille-Grosseto, entrambe dismesse.
| Stazioni lungo la Ferrovia Tirrenica | Stazioni lungo la Ferrovia Grosseto-Monte Antico-Siena |
| - Stazione di Follonica (km 105): linea dismessa per Massa Marittima - Stazione di Scarlino (km 113) - Stazione di Gavorrano (km 121) - Stazione di Giuncarico (km 129): linea mineraria Giuncarico-Ribolla - Stazione di Montepescali (km 137): linea per Siena - Stazione di Grosseto (km 148) - Stazione di Alberese (km 163) - Stazione di Talamone (km 172) - Stazione di Albinia (km 180) - Stazione di Orbetello-Monte Argentario (km 186) - Stazione di Capalbio (km 199) - Stazione di Chiarone (km 205) | - Stazione di Grosseto (km 0) - Stazione di Montepescali (km 12): linea tirrenica per Livorno-Pisa - Stazione di Sticciano (km 20) - Stazione di Roccastrada (km 29) - Stazione di Civitella Paganico (km 37) - Stazione di Monte Antico (km 46): linea dismessa Monte Antico-Asciano |

### Porti

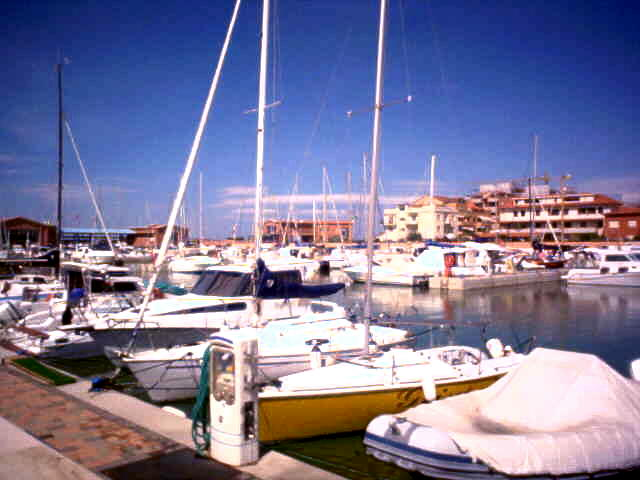
Il porto turistico di Marina di Grosseto

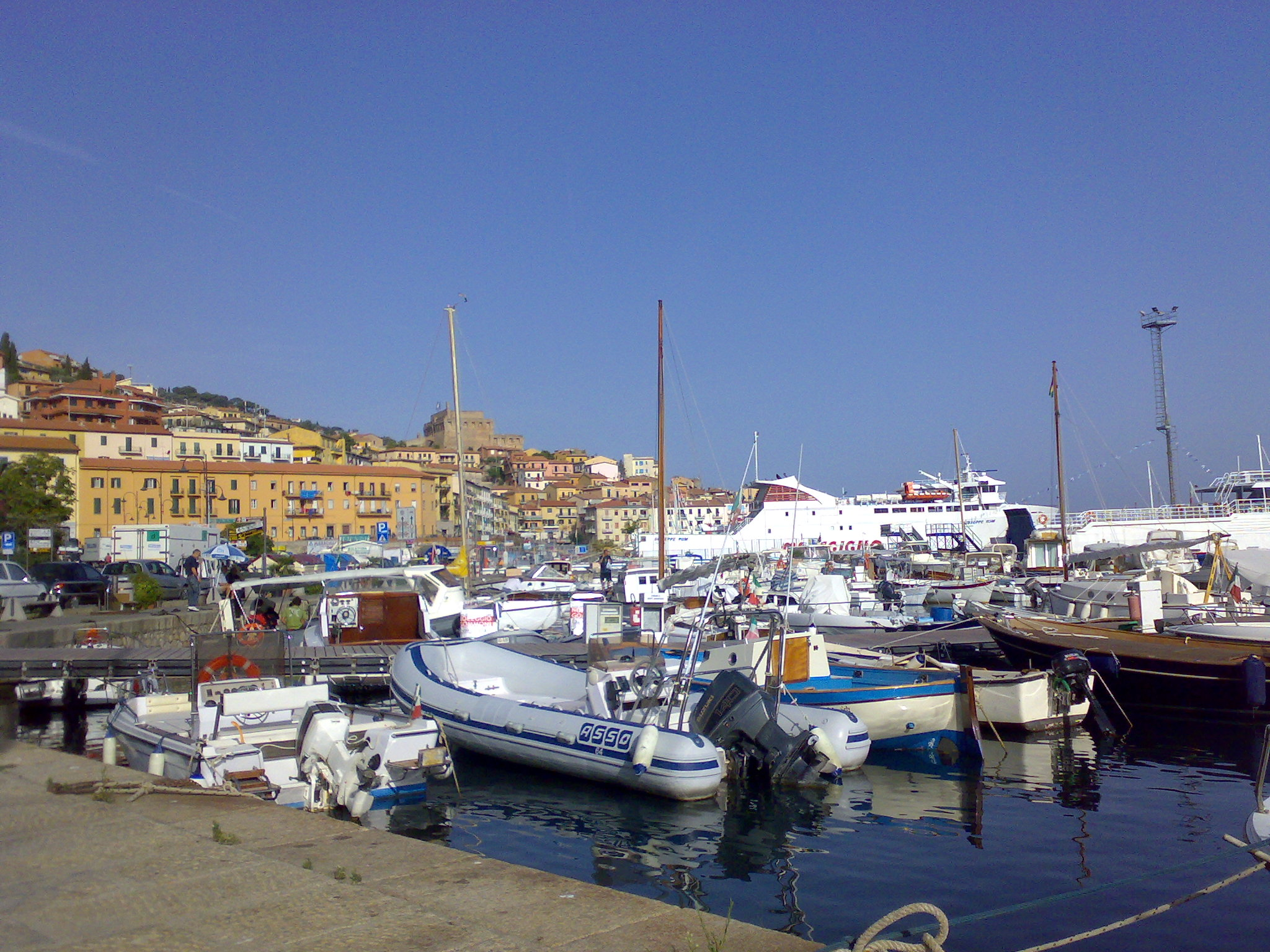
Darsena vecchia del porto del valle di Porto Santo Stefano

La provincia di Grosseto, bagnata dal Mar Tirreno, ha come porto principale il Porto del Valle di Porto Santo Stefano, dove è possibile imbarcarsi sui traghetti per l'isola del Giglio e l'isola di Giannutri; quasi tutti gli altri approdi sono esclusivamente di tipo turistico.
| Porti lungo la costa toscana | Porti dell'Arcipelago Toscano                                          |
| - Porto del Puntone di Scarlino - Porto di Punta Ala - Porto di Castiglione della Pescaia - Porto di Marina di Grosseto - Porto di Talamone - Porto di Santa Liberata - Porto del Valle - Porto Vecchio di Porto Santo Stefano - Porto Vecchio di Porto Ercole - Porto di Cala Galera | - Porto di Giglio Porto - Porto di Giglio Campese - Porto di Giannutri |

### Aeroporti
L'unico scalo presente in provincia, dopo la trasformazione dello storico Idroscalo di Orbetello in parco cittadino, è l'Aeroporto "Corrado Baccarini" di Grosseto, infrastruttura militare dove possono atterrare anche voli civili, privati e charter. Sono inoltre presenti due aviosuperfici nel capoluogo e altre nelle località di Cura Nuova, Marsiliana, Pian d'Alma e Scarlino.

### Trasporto pubblico locale
I centri della provincia sono collegati al capoluogo grazie ad un servizio di autobus gestito da Autolinee Toscane.

### Piste ciclabili
Di seguito, è riportato l'elenco delle principali piste ciclabili presenti nella provincia di Grosseto.
- Pista ciclabile Grosseto est: ciclopedonale urbana nella città di Grosseto.
- Pista ciclabile Grosseto-Marina di Grosseto: ciclabile suburbana asfaltata.
- Pista ciclabile Marina di Grosseto-Castiglione della Pescaia: ciclopedonale extraurbana asfaltata.
- Pista ciclabile Castiglione della Pescaia-Bivio di Rocchette: ciclopedonale suburbana asfaltata.
- Pista ciclabile Portiglioni-Cala Civette: ciclopedonale su ghiaia e fondo sterrato nelle Bandite di Scarlino.
- Pista ciclabile Marina di Grosseto-Principina a Mare: ciclopedonale suburbana asfaltata.
- Pista ciclabile Alberese-Marina di Alberese-Bocca d'Ombrone: ciclabile e ciclopedonale asfaltata nel Parco naturale della Maremma.
- Pista ciclabile Grosseto-Ponte Tura: ciclopedonale su ghiaia lungo il fiume Ombrone.
- Pista ciclabile della Laguna di Levante: ciclopedonale su fondo misto attorno alla Laguna di Levante di Orbetello.

## Comuni

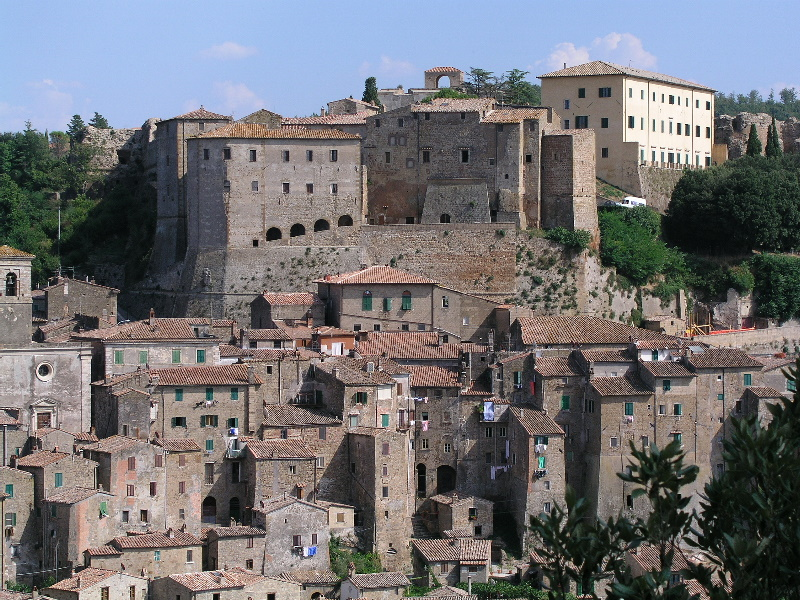
Scorcio di Sorano

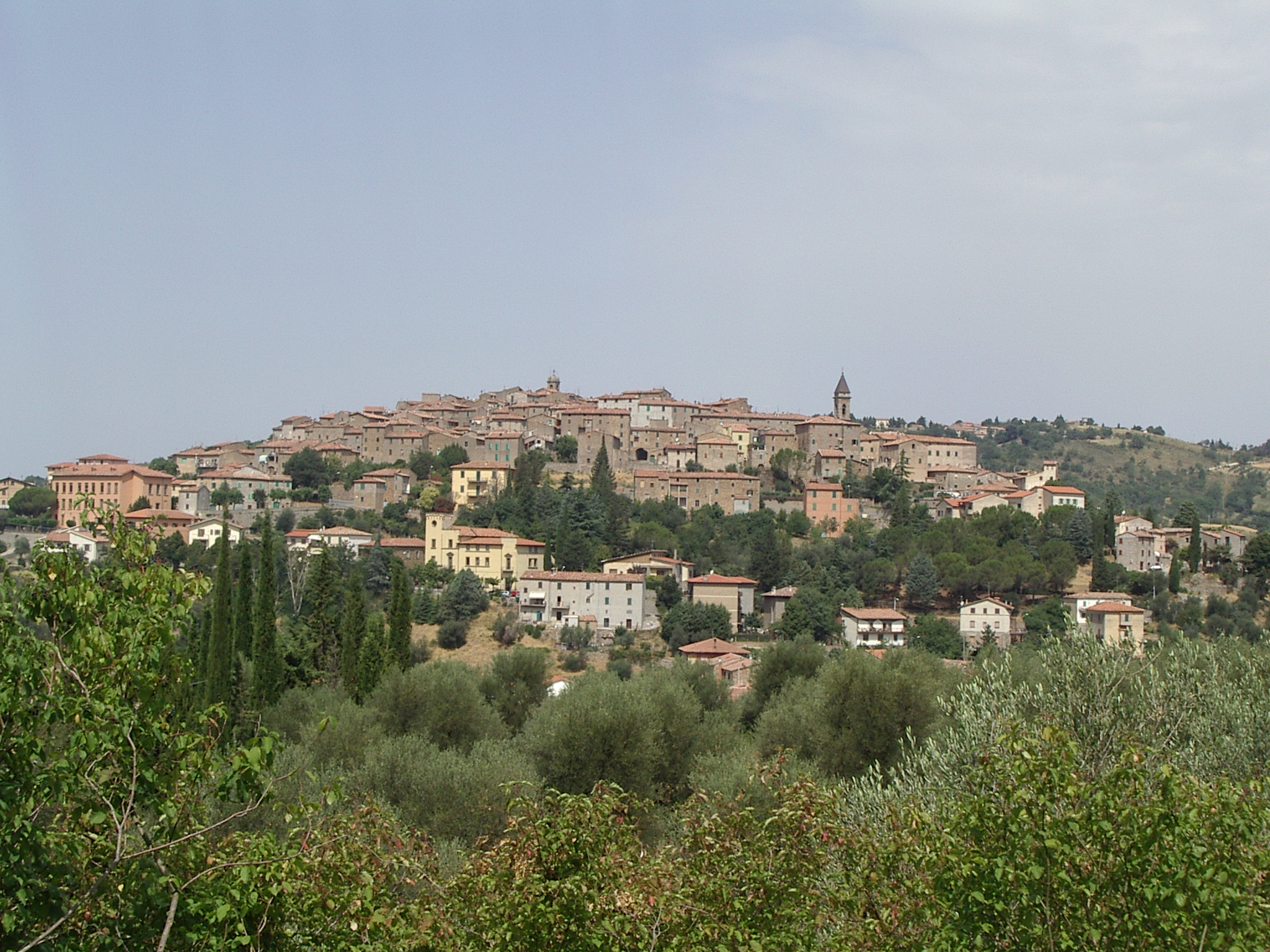
Panorama di Seggiano

Appartengono alla provincia di Grosseto i seguenti 28 comuni:
| Comune                    | Abitanti | Superficie (km²) | Densità (ab./km²) | Stemma |
| ------------------------- | -------- | ---------------- | ----------------- | ------ |
| Arcidosso                 | 4256     | 93,39            | 45,57             |        |
| Campagnatico              | 2337     | 162,15           | 14,41             |        |
| Capalbio                  | 3884     | 108,60           | 36,76             |        |
| Castel del Piano          | 4842     | 67,79            | 67,34             |        |
| Castell'Azzara            | 1341     | 64,72            | 20,72             |        |
| Castiglione della Pescaia | 7105     | 208,96           | 34,00             |        |
| Cinigiano                 | 2389     | 161,66           | 14,78             |        |
| Civitella Paganico        | 3023     | 192,71           | 15,69             |        |
| Follonica                 | 21091    | 55,84            | 377,70            |        |
| Gavorrano                 | 8218     | 164,04           | 50,10             |        |
| Grosseto                  | 81575    | 474,46           | 171,93            |        |
| Isola del Giglio          | 1349     | 23,80            | 56,68             |        |
| Magliano in Toscana       | 3341     | 250,68           | 13,32             |        |
| Manciano                  | 7254     | 372,04           | 19,50             |        |
| Massa Marittima           | 8175     | 283,73           | 28,81             |        |
| Monte Argentario          | 11799    | 60,29            | 195,70            |        |
| Monterotondo Marittimo    | 1282     | 102,51           | 12,51             |        |
| Montieri                  | 1175     | 108,34           | 10,85             |        |
| Orbetello                 | 14481    | 226,98           | 63,80             |        |
| Pitigliano                | 3676     | 102,73           | 35,78             |        |
| Roccalbegna               | 922      | 124,96           | 7,38              |        |
| Roccastrada               | 8837     | 284,37           | 31,08             |        |
| Santa Fiora               | 2483     | 62,91            | 39,47             |        |
| Scansano                  | 4314     | 273,579          | 15,77             |        |
| Scarlino                  | 3816     | 88,38            | 43,18             |        |
| Seggiano                  | 1006     | 49,53            | 20,31             |        |
| Semproniano               | 988      | 81,44            | 12,13             |        |
| Sorano                    | 3 147    | 174,60           | 18,02             |        |

### Comuni più popolosi
| Stemma | Comune           | Abitanti |
| ------ | ---------------- | -------- |
|        | Grosseto         | 81575    |
|        | Follonica        | 21091    |
|        | Orbetello        | 14481    |
|        | Monte Argentario | 11799    |
|        | Roccastrada      | 8837     |
|        | Gavorrano        | 8218     |
|        | Massa Marittima  | 8175     |

## Assistenza sanitaria
L'assistenza sanitaria è garantita dall'Azienda USL 9 Grosseto, struttura pubblica facente capo al Servizio sanitario della Toscana, che opera nell'ambito territoriale dell'intera provincia di Grosseto.
Gli ospedali sono le strutture finalizzate all'organizzazione ed all'erogazione delle prestazioni specialistiche, i ricoveri ordinari e i day hospital medico-chirurgici. L'assistenza ospedaliera è garantita da 5 presidii ospedalieri presenti nel territorio, strutture dotate anche di Pronto soccorso.
L'assistenza territoriale, suddivisa in 4 distretti, include vari tipi di servizi (prevenzione, diagnosi, cura e riabilitazione) erogati all'interno dell'intero territorio provinciale, senza la necessità di ricovero.
Data la vastità del territorio di competenza, nella maggior parte dei comuni è presente un servizio di poliambulatori. Inoltre, durante la stagione estiva, vengono allestiti punti di primo soccorso nelle varie località balneari e viene implementato il servizio di camera iperbarica presso l'Ospedale Misericordia di Grosseto rispetto ai restanti periodi dell'anno, visto il decuplicarsi della popolazione residente e il gran numero di sub che praticano la loro attività di immersione.
Un altro fondamentale servizio gestito dall'azienda sanitaria grossetana è l'elisoccorso, che permette di raggiungere in pochi minuti sia le isole dell'Arcipelago che ogni altra località isolata o impervia del territorio provinciale. L'Ospedale Misericordia di Grosseto è dotato di un'area attrezzata per il decollo e l'atterraggio dell'eliambulanza "Pegaso", fornita dalla Regione Toscana.
| Distretto territoriale | Comuni | Ospedali                                                                       |
| ---------------------- | --- | ------------------------------------------------------------------------------ |
| Colline metallifere    | Follonica, Gavorrano, Massa Marittima, Monterotondo Marittimo, Montieri, Scarlino                          | Ospedale Sant'Andrea di Massa Marittima                                        |
| Colline dell'Albegna   | Capalbio, Isola del Giglio, Magliano in Toscana, Manciano, Monte Argentario, Orbetello, Pitigliano, Sorano | Ospedale San Giovanni di Dio di Orbetello - Ospedale Petruccioli di Pitigliano |
| Amiata Grossetana      | Arcidosso, Castel del Piano, Castell'Azzara, Cinigiano, Santa Fiora, Seggiano, Semproniano, Roccalbegna    | Ospedale Civile di Castel del Piano                                            |
| Area Grossetana        | Campagnatico, Castiglione della Pescaia, Civitella Paganico, Grosseto, Roccastrada, Scansano               | Ospedale Misericordia di Grosseto                                              |